# Championnat de France de hockey sur glace 2017-2018
Saison précédente Saison suivante
La saison 2017-2018 est la 97e saison du championnat de France de hockey sur glace.
En Ligue Magnus, les Brûleurs de loups de Grenoble terminent premiers de la saison régulière. Lors des quarts de finale des séries éliminatoires, les Boxers de Bordeaux pourtant sixièmes de la saison régulière éliminent les Rapaces de Gap quatre matchs à zéro. C'est la seule rencontre des quarts où la logique n'est pas respectée. Les demi-finales sont accrochées car Grenoble élimine Bordeaux quatre matchs à trois (avec quatre matchs allant en prolongation) tandis que les Dragons de Rouen sortent les Gothiques d'Amiens quatre matchs à deux avec cinq matchs se jouant à un but d'écart (dont un match en prolongation). En finale, malgré le fait que trois des quatre matchs se jouent à un but d'écart (dont deux en prolongation), Rouen (deuxième de la saison régulière) remporte la série et le titre quatre matchs à zéro.
L'Étoile noire de Strasbourg dernière de la saison régulière, décroche cinq succès en six matchs lors de la poule de maintien mais cela ne leur permet pas de se maintenir sportivement. Durant l'intersaison, le Gamyo Épinal participant de cette poule de maintien, est rétrogradé pour raisons financières en Division 3, ce qui permet le maintien de Strasbourg en Ligue Magnus.
En Division 1, l'Hormadi Anglet termine premier de la saison régulière. Anglet se qualifie pour le finale en disposant trois matchs des Yétis du Mont-Blanc puis des Corsaires de Nantes. Les Albatros de Brest dauphins d'Anglet, se qualifient pour la finale en éliminant les Aigles de La Roche-sur-Yon trois matchs à un en quart de finale, puis les Bisons de Neuilly-sur-Marne (sixièmes de saison régulière) trois matchs à deux. Lors de la finale, Brest va mener deux matchs à un avant de perdre les deux suivants. Anglet est donc sacré champion et est promu en Ligue Magnus. En play-down, les Corsaires de Dunkerque (deux matchs à un) et les Jokers de Cergy-Pontoise (deux matchs à zéro) assurent leur maintien en disposant respectivement des Chevaliers du lac d'Annecy et des Bouquetins du HCMP.
Ces deux dernières équipes sont donc relégués en Division 2.
En Division 2, les Gaulois de Châlons-en-Champagne et les Spartiates de Marseille terminent premiers de leur groupe en saison régulière. Cependant, les deux clubs sont éliminés en quarts de finale. La finale oppose deux équipes issues du groupe B, les Éléphants de Chambéry et les Vipers de Montpellier.
À l'issue de trois matchs serrés (les deux premiers matchs en prolongation, le troisième se jouant à un but d'écart), Chambéry est sacré champion de Division 2. Montpellier accompagne Chambéry en Division 1. 
Les Taureaux de feu de Limoges derniers de la poule de maintien, sont relégués sportivement en Division 3.
Lors de l'intersaison, une place se libère en Division 1 à la suite de la rétrogradation d'Épinal. La ligue sollicite plusieurs clubs pour récupérer la place vacante. Marseille est le seul club à répondre à cette consultation. Après validation de son dossier, les phocéens sont repêchés en Division 1.
La ligue procède de la même façon pour compléter la division 2. Limoges est choisi par la ligue et reste donc en Division 2.
Le carré final est composé de trois équipes ayant fini premiers de poule lors de la saison régulière de Division 3 (les Castors d'Asnières, les Titans de Colmar et les Pingouins de Morzine-Avoriaz) ainsi que les Drakkars de Caen II qui ont éliminé en play-offs les Corsaires de Nantes II, la dernière équipe ayant fini sa poule de saison régulière en tête.
Les Pingouins de Morzine-Avoriaz qui repartaient cette saison en Division 3 sont sacrés champions et montent en Division 2. Colmar deuxième de ce carré final est également promu.
Après la fin de la saison, les Bélougas de Toulouse-Blagnac II, les Jets d'Évry Viry II et les Sangliers Arvernes de Clermont II cessent leurs activités.

## Règlement
Il s'applique pour toutes les divisions.

### Points
Les points sont attribués de la façon suivante :
- victoire dans le temps règlementaire : 3 points ;
- victoire en prolongation ou aux tirs au but : 2 points ;
- défaite en prolongation ou aux tirs au but : 1 point ;
- défaite dans le temps règlementaire : 0 point.

### Classement
Les équipes sont classées en fonction du nombre de points qu'elles ont enregistré. En cas d'égalité, les critères suivants sont appliqués :
1. Points dans les rencontres directes ;
2. Nombre de matchs perdus par forfait ;
3. Nombre de buts marqués dans le temps réglementaire entre les équipes concernées ;
4. Différence de buts générale ;
5. Quotient buts marqués / buts encaissés lors de tous les matchs de la poule ;
6. Nombre de buts marqués lors de tous les matchs de la poule.

Si après avoir épuisé tous ces critères, deux équipes sont toujours à égalité, un match de barrage est alors organisé sur terrain neutre.

## Saxoprint Ligue Magnus

### Équipes engagées
| \| Amiens Angers Bordeaux Chamonix Épinal Gap Grenoble Lyon Mulhouse Nice Rouen Strasbourg \| Localisation des clubs engagés en Saxoprint Ligue Magnus. · Tenant du titre |
| Amiens Angers Bordeaux Chamonix Épinal Gap Grenoble Lyon Mulhouse Nice Rouen Strasbourg                                                                                   |

| Club                             | Dernière montée | Classement 2016-2017 | Entraîneur        | Patinoire                    | Capacité théorique | Nombre de saisons en Magnus |
| -------------------------------- | --------------- | -------------------- | ----------------- | ---------------------------- | ------------------ | --------------------------- |
| Rapaces de Gap                   | 2009            | 1er                  | Luciano Basile    | Alp'Arena                    | 2 167 à 2 930      | 44                          |
| Dragons de Rouen                 | 1985            | 2e                   | Fabrice Lhenry    | L'Île Lacroix                | 2 747              | 33                          |
| Brûleurs de loups de Grenoble    | 2000            | 3e                   | Edo Terglav       | Patinoire Polesud            | 3 496 à 4 208      | 45                          |
| Boxers de Bordeaux               | 2015            | 4e                   | Philippe Bozon    | Patinoire de Mériadeck       | 3 200              | 3                           |
| Lions de Lyon                    | 2014            | 5e                   | Mitja Šivic       | Patinoire Charlemagne        | 4 200              | 7                           |
| Ducs d'Angers                    | 1992            | 6e                   | Brennan Sonne     | Patinoire du Haras           | 1 033              | 26                          |
| Gothiques d'Amiens               | 1982            | 7e                   | Mario Richer      | Coliseum                     | 2 882 à 3 400      | 36                          |
| Gamyo Épinal                     | 2003            | 8e                   | Brad Gratton      | Patinoire de Poissompré      | 2 500              | 19                          |
| Étoile noire de Strasbourg       | 2006            | 9e                   | Daniel Bourdages  | Patinoire Iceberg            | 1 200 à 2 400      | 12                          |
| Aigles de Nice                   | 2016            | 11e                  | Stanislav Sutor   | Palais des sports Jean-Bouin | 1 200              | 2                           |
| Pionniers de Chamonix Mont-Blanc | 2005            | 12e                  | Heikki Leime      | Centre sportif Richard-Bozon | 1 700              | 84                          |
| Scorpions de Mulhouse            | 2017            | 1er (Division 1)     | Christer Eriksson | Patinoire de l'Illberg       | 1 600              | 2                           |

Légende des couleurs
- En gras : champion de France, qualifié pour la Ligue des champions 2017-2018
- En italique : qualifié pour la Coupe continentale 2017-2018
- En gras et en italique : promu de Division 1 2016-2017

### Saison régulière
La saison régulière se joue du 12 septembre 2017 au 20 février 2018. Réunies au sein d'une poule unique, les 12 équipes se rencontrent en double matchs aller-retour. À l'issue de cette première phase, les 8 premiers se qualifient pour les séries éliminatoires, du 23 février 2018 au 3 avril 2018, jouées au meilleur des 7 matches. Les 4 derniers jouent une phase de relégation, entre le 27 février 2018 et le 23 mars 2018. Cette phase est un mini-championnat en matchs aller-retour à l'issue duquel le dernier est relégué en Division 1. Durant la saison régulière, un Match des étoiles est organisé. Il a lieu à Bordeaux le 2 février 2018.

#### Résultats
Le score de l'équipe à domicile, située dans la colonne de gauche, est inscrit en premier.
| Résultats (dom.\ext.)                                              | AMI     | ANG     | BOR     | CHA     | EPI     | GAP     | GRE     | LYO     | MUL     | NIC | ROU     | STR    | AMI     | ANG     | BOR     | CHA | EPI     | GAP     | GRE  | LYO     | MUL     | NIC | ROU    | STR     |
| Amiens                                                             |         | 5-0     | 3-4 TF  | 3-0     | 3-2     | 3-4 Pr. | 2-3 Pr. | 1-3     | 2-1     | 2-1 | 1-2 Pr. | 4-1    |         | 2-1 Pr. | 3-1     | 5-2 | 5-2     | 3-2     | 5-4  | 3-4     | 5-1     | 6-1 | 3-4    | 7-1     |
| Angers                                                             | 2-1     |         | 1-4     | 3-2     | 4-2     | 4-5     | 2-4     | 3-2 Pr. | 2-3 Pr. | 5-2 | 4-5     | 5-4    | 4-5 Pr. |         | 3-1     | 4-1 | 3-2     | 2-0     | 4-1  | 4-0     | 4-5     | 6-2 | 4-5 TF | 4-3 Pr. |
| Bordeaux                                                           | 4-1     | 6-4     |         | 7-1     | 5-2     | 2-4     | 5-4 TF  | 1-4     | 4-2     | 7-0 | 4-6     | 6-3    | 2-1     | 1-2     |         | 7-1 | 2-0     | 3-4     | 1-4  | 5-6     | 2-4     | 6-3 | 2-4    | 5-4 Pr. |
| Chamonix                                                           | 1-4     | 5-4     | 4-5 Pr. |         | 2-3 Pr. | 0-3     | 1-3     | 0-8     | 4-3     | 0-1 | 1-3     | 4-3 TF | 2-7     | 2-3     | 2-3     |     | 2-1     | 3-1     | 2-7  | 2-3     | 5-4     | 2-4 | 3-5    | 3-2 Pr. |
| Épinal                                                             | 1-0     | 5-2     | 4-3     | 2-1     |         | 2-4     | 1-4     | 3-2     | 2-4     | 7-0 | 4-1     | 11-4   | 1-6     | 2-3 Pr. | 0-1     | 6-7 |         | 1-5     | 1-5  | 2-0     | 2-7     | 4-5 | 5-1    | 5-2     |
| Gap                                                                | 5-2     | 5-4 Pr. | 2-7     | 4-3     | 2-1 Pr. |         | 5-3     | 2-4     | 8-2     | 3-1 | 2-3     | 7-4    | 0-1 Pr. | 2-3     | 5-4     | 8-3 | 6-3     |         | 5-6  | 4-3 Pr. | 3-2     | 6-2 | 0-4    | 6-1     |
| Grenoble                                                           | 5-3     | 5-6     | 6-5     | 4-0     | 5-2     | 1-2     |         | 6-4     | 5-2     | 5-4 | 3-2     | 4-0    | 7-1     | 3-1     | 3-0     | 4-3 | 8-0     | 5-2     |      | 8-2     | 2-0     | 4-1 | 2-1    | 6-1     |
| Lyon                                                               | 3-4 TF  | 4-2     | 4-3     | 6-2     | 0-5     | 3-4 Pr. | 3-6     |         | 9-5     | 4-2 | 2-4     | 3-2    | 2-1     | 4-3     | 2-3 Pr. | 6-1 | 6-4     | 2-1 Pr. | 0-11 |         | 5-4 Pr. | 5-2 | 0-3    | 6-0     |
| Mulhouse                                                           | 2-3 Pr. | 3-2 Pr. | 1-3     | 5-4 Pr. | 5-6     | 5-4 Pr. | 0-4     | 3-4 Pr. |         | 4-3 | 5-4 TF  | 3-6    | 1-4     | 5-4 Pr. | 4-3 Pr. | 6-2 | 1-2 Pr. | 1-2     | 5-3  | 2-5     |         | 3-1 | 3-1    | 3-2 Pr. |
| Nice                                                               | 5-3     | 4-3 Pr. | 5-2     | 3-2 Pr. | 6-3     | 3-0     | 2-4     | 3-1     | 2-1     |     | 3-4     | 5-2    | 4-5     | 6-5 Pr. | 1-4     | 2-0 | 2-5     | 5-2     | 4-2  | 3-1     | 3-4 Pr. |     | 2-8    | 5-0     |
| Rouen                                                              | 4-3     | 4-0     | 6-7     | 5-0     | 6-2     | 7-0     | 5-2     | 6-4     | 5-2     | 3-6 |         | 7-0    | 5-4 Pr. | 2-3 Pr. | 1-5     | 6-3 | 6-2     | 5-1     | 3-4  | 1-0     | 4-2     | 6-1 |        | 7-0     |
| Strasbourg                                                         | 3-4     | 1-3     | 1-7     | 1-2     | 1-4     | 1-5     | 4-6     | 2-3 Pr. | 1-5     | 5-4 | 2-4     |        | 2-3 Pr. | 2-4     | 1-3     | 1-3 | 1-3     | 4-9     | 6-3  | 1-4     | 1-3     | 3-2 | 2-3    |         |
| - Victoire à domicile - Victoire à l'extérieur - Match non disputé |         |         |         |         |         |         |         |         |         |     |         |        |         |         |         |     |         |         |      |         |         |     |        |         |

Pr : Prolongation    -    TF : Tirs de fusillade

#### Classement
Pour l'attribution des points, voir la section « Règlement » ci-dessus.
| Clt   | Équipe     | PJ | V  | VP | D  | DP | BP  | BC  | Diff | Pts |
| ----- | ---------- | -- | -- | -- | -- | -- | --- | --- | ---- | --- |
| +001, | Grenoble   | 44 | 33 | 1  | 9  | 1  | 194 | 108 | +86  | 102 |
| +002, | Rouen      | 44 | 30 | 3  | 9  | 2  | 181 | 108 | +73  | 98  |
| +003, | Gap        | 44 | 22 | 5  | 14 | 3  | 154 | 131 | +23  | 79  |
| +004, | Amiens     | 44 | 20 | 7  | 13 | 4  | 143 | 108 | +35  | 78  |
| +005, | Lyon       | 44 | 21 | 4  | 14 | 5  | 146 | 137 | +9   | 76  |
| +006, | Bordeaux   | 44 | 21 | 4  | 17 | 2  | 164 | 127 | +37  | 73  |
| +007, | Angers     | 44 | 18 | 4  | 13 | 9  | 139 | 137 | +2   | 71  |
| +008, | Mulhouse   | 44 | 11 | 9  | 20 | 4  | 136 | 152 | -16  | 55  |
| +009, | Nice       | 44 | 16 | 3  | 24 | 1  | 126 | 157 | -31  | 55  |
| +010, | Épinal     | 44 | 16 | 2  | 24 | 2  | 127 | 148 | -21  | 54  |
| +011, | Chamonix   | 44 | 8  | 2  | 30 | 4  | 93  | 178 | -85  | 32  |
| +012, | Strasbourg | 44 | 4  | 0  | 33 | 7  | 91  | 203 | -112 | 19  |

- Meilleure équipe de la saison régulière, qualifié pour les séries
- Qualifié pour les séries
- Dispute la poule de maintien

Date de mise à jour : 20 février 2018

#### Buts marqués par journée
Ce graphique représente le nombre de buts marqués lors de chaque journée.

#### Statistiques individuelles
Pour les significations des abréviations, voir statistiques du hockey sur glace.
| Classt | Joueur            | Équipe                        | PJ | B  | A  | Pts | Pun |
| ------ | ----------------- | ----------------------------- | -- | -- | -- | --- | --- |
| 1      | Alexandre Giroux  | Brûleurs de loups de Grenoble | 44 | 25 | 33 | 58  | 28  |
| 2      | Julien Correia    | Lions de Lyon                 | 44 | 18 | 39 | 57  | 24  |
| 3      | David Rodman      | Brûleurs de loups de Grenoble | 38 | 11 | 45 | 56  | 22  |
| 3      | Joël Champagne    | Brûleurs de loups de Grenoble | 44 | 27 | 29 | 56  | 52  |
| 5      | Marc-André Thinel | Dragons de Rouen              | 44 | 18 | 37 | 55  | 24  |

| Clt | Joueur                | Équipe                        | PJ | Min           | BC  | Moy  | %Arr | Bl |
| --- | --------------------- | ----------------------------- | -- | ------------- | --- | ---- | ---- | -- |
| 1   | Lukáš Horák           | Brûleurs de loups de Grenoble | 33 | 1943 min 44 s | 65  | 2,01 | 92,1 | 6  |
| 2   | Matija Pintarič       | Dragons de Rouen              | 38 | 2154 min 41 s | 80  | 2,23 | 92,0 | 5  |
| 3   | Henri-Corentin Buysse | Gothiques d'Amiens            | 38 | 2291 min 37 s | 82  | 2,15 | 91,8 | 3  |
| 4   | Ronan Quemener        | Boxers de Bordeaux            | 16 | 960 min 19 s  | 39  | 2,44 | 91,7 | 2  |
| 5   | Andrej Hočevar        | Gamyo Épinal                  | 39 | 2196 min 39 s | 109 | 2,98 | 91,6 | 4  |

Mise à jour : 20 février 2018, à l'issue de la 44e et dernière journée.

### Séries éliminatoires

#### Play-offs

##### Format
Le format des séries éliminatoires est le suivant :
- Toutes les séries se jouent au meilleur des 7 matches (quarts de finale, demi-finales, finale).
- Chaque match devant déterminer un vainqueur, il y a une prolongation de 10 minutes en mort subite en cas de match nul à l'issue du temps réglementaire. S'il n'y a toujours pas eu de but, une séance de tirs au but a lieu.
- En quart de finale, les équipes se rencontrent dans un ordre prédéfini : le 1er de la saison régulière rencontre le 8e de la saison régulière ; le 2e rencontre le 7e ; le 3e rencontre le 6e ; le 4e rencontre le 5e.
- Les vainqueurs se retrouvent en demi-finales où l'organisation est similaire à celle des quarts de finale : le mieux classé contre le moins bien classé, etc.
- En finale c'est également le cas, le mieux classé ayant l'avantage de la glace.

##### Tableau
|  | Quarts de finale au meilleur des 7 matches | Quarts de finale au meilleur des 7 matches | Quarts de finale au meilleur des 7 matches |                  |                    | Demi-finales au meilleur des 7 matches | Demi-finales au meilleur des 7 matches | Demi-finales au meilleur des 7 matches |  |  | Finale au meilleur des 7 matches | Finale au meilleur des 7 matches | Finale au meilleur des 7 matches |
|  |                                            |                                            |                                            |                  |                    |                                        |                                        |                                        |  |  |                                  |                                  |                                  |
|  | (1)                                        | Brûleurs de loups de Grenoble              | 4                                          |                  |                    |                                        |                                        |                                        |  |  |                                  |                                  |                                  |
|  | (8)                                        | Scorpions de Mulhouse                      | 2                                          |                  |                    |                                        |                                        |                                        |  |  |                                  |                                  |                                  |
|  | (8)                                        | Scorpions de Mulhouse                      | 2                                          |                  | (1)                | Brûleurs de loups de Grenoble          | 4                                      |                                        |  |  |                                  |                                  |                                  |
|  |                                            |                                            |                                            |                  | (1)                | Brûleurs de loups de Grenoble          | 4                                      |                                        |  |  |                                  |                                  |                                  |
|  |                                            | (6)                                        | Boxers de Bordeaux                         | 3                |                    |                                        |                                        |                                        |  |  |                                  |                                  |                                  |
|  | (3)                                        | (6)                                        | Boxers de Bordeaux                         | 3                | Rapaces de Gap     | 0                                      |                                        |                                        |  |  |                                  |                                  |                                  |
|  | (3)                                        |                                            |                                            |                  | Rapaces de Gap     | 0                                      |                                        |                                        |  |  |                                  |                                  |                                  |
|  | (6)                                        | Boxers de Bordeaux                         | 4                                          |                  |                    |                                        |                                        |                                        |  |  |                                  |                                  |                                  |
|  |                                            |                                            |                                            |                  |                    |                                        |                                        |                                        |  |  | (1)                              | Brûleurs de loups de Grenoble    | 0                                |
|  |                                            |                                            | (2)                                        | Dragons de Rouen | 4                  |                                        |                                        |                                        |  |  |                                  |                                  |                                  |
|  | (2)                                        | Dragons de Rouen                           | 4                                          |                  |                    |                                        |                                        |                                        |  |  |                                  |                                  |                                  |
|  | (7)                                        | Ducs d'Angers                              | 1                                          |                  |                    |                                        |                                        |                                        |  |  |                                  |                                  |                                  |
|  | (7)                                        | Ducs d'Angers                              | 1                                          |                  | (2)                | Dragons de Rouen                       | 4                                      |                                        |  |  |                                  |                                  |                                  |
|  |                                            |                                            |                                            |                  | (2)                | Dragons de Rouen                       | 4                                      |                                        |  |  |                                  |                                  |                                  |
|  |                                            | (4)                                        | Gothiques d'Amiens                         | 2                |                    |                                        |                                        |                                        |  |  |                                  |                                  |                                  |
|  | (4)                                        | (4)                                        | Gothiques d'Amiens                         | 2                | Gothiques d'Amiens | 4                                      |                                        |                                        |  |  |                                  |                                  |                                  |
|  | (4)                                        |                                            |                                            |                  | Gothiques d'Amiens | 4                                      |                                        |                                        |  |  |                                  |                                  |                                  |
|  | (5)                                        | Lions de Lyon                              | 2                                          |                  |                    |                                        |                                        |                                        |  |  |                                  |                                  |                                  |

##### Quarts de finale
Les quarts de finale ont lieu du 23 février au 4 mars 2018.

##### Demi-finales
Les demi-finales ont lieu du 9 au 20 mars 2018.

#### Finale
La finale a lieu du 23 au 27 mars 2018.

#### Poule de maintien
Les quatre derniers de la saison régulière s'affrontent dans une poule de relégation sous le format d'un mini-championnat en matches aller-retour à l'issue duquel le dernier est relégué en Division 1. Les résultats des confrontations entre chaque équipe durant la saison régulière sont conservés.

##### Résultats
Le score de l'équipe à domicile, située dans la colonne de gauche, est inscrit en premier.
| Bilan de la saison régulière                                       | CHA     | EPI     | NIC | STR    | CHA | EPI | NIC | STR     |
| Chamonix                                                           |         | 2-3 Pr. | 0-1 | 4-3 TF |     | 2-1 | 2-4 | 3-2 Pr. |
| Épinal                                                             | 2-1     |         | 7-0 | 11-4   | 6-7 |     | 4-5 | 5-2     |
| Nice                                                               | 3-2 Pr. | 6-3     |     | 5-2    | 2-0 | 2-5 |     | 5-0     |
| Strasbourg                                                         | 1-2     | 1-4     | 5-4 |        | 1-3 | 1-3 | 3-2 |         |
| - Victoire à domicile - Victoire à l'extérieur - Match non disputé |         |         |     |        |     |     |     |         |

| Bilan de la poule de maintien | CHA | EPI  | NIC | STR |
| Chamonix                      |     | 4-6  | 5-3 | 0-2 |
| Épinal                        | 1-2 |      | 6-4 | 3-6 |
| Nice                          | 5-3 | 10-1 |     | 1-3 |
| Strasbourg                    | 7-0 | 2-3  | 5-1 |     |

Pr. : Prolongation    -    TF : Tirs de fusillade

##### Classement
| Clt   | Équipe     | PJ | V  | VP | D | DP | BP | BC | Diff | Pts |
| ----- | ---------- | -- | -- | -- | - | -- | -- | -- | ---- | --- |
| +009, | Épinal     | 18 | 10 | 1  | 7 | 0  | 74 | 61 | +13  | 32  |
| +010, | Nice       | 18 | 9  | 1  | 8 | 0  | 63 | 56 | +7   | 29  |
| +011, | Chamonix   | 18 | 6  | 2  | 8 | 2  | 42 | 53 | -11  | 24  |
| +012, | Strasbourg | 18 | 7  | 0  | 9 | 2  | 50 | 59 | -9   | 23  |

- relégué en Division 1

Date de mise à jour : 23 mars 2018

## Division 1

### Équipes engagées
| \| Anglet Annecy Brest Briançon Caen Cergy-Pontoise Cholet Dunkerque La Roche-sur-Yon Mont-Blanc Nantes Neuilly-sur-Marne Tours Courchevel-Méribel-Pralognan \| Localisation des clubs engagés dans le championnat de France de Division 1. |
| Anglet Annecy Brest Briançon Caen Cergy-Pontoise Cholet Dunkerque La Roche-sur-Yon Mont-Blanc Nantes Neuilly-sur-Marne Tours Courchevel-Méribel-Pralognan                                                                                   |

Les équipes engagées en Division 1 sont au nombre de 14.
| Club                        | Classement 2016-2017 | Entraîneur                   | Patinoire                                                                      | Capacité théorique |
| --------------------------- | -------------------- | ---------------------------- | ------------------------------------------------------------------------------ | ------------------ |
| Albatros de Brest           | 2e                   | Sylvain Codère               | Rïnkla Stadium                                                                 | 1 200              |
| Hormadi Anglet              | 3e                   | Olivier Dimet                | Patinoire de la Barre                                                          | 1 200              |
| Bouquetins du HCMP          | 4e                   | Pierre Rossat-Mignod         | Patinoire de Courchevel Patinoire de Méribel Patinoire de Pralognan-la-Vanoise | 1 000 2 500 1 800  |
| Diables rouges de Briançon  | 5e                   | Claude Devèze                | Patinoire René-Froger                                                          | 2 300              |
| Remparts de Tours           | 6e                   | Bob Millette                 | Patinoire de Tours                                                             | 1 760              |
| Aigles de La Roche-sur-Yon  | 7e                   | Juraj Ocelka                 | Complexe Arago                                                                 | 1 200              |
| Dogs de Cholet              | 8e                   | Julien Pihant                | Pôle Sportif Glisséo                                                           | 1 200              |
| Bisons de Neuilly-sur-Marne | 9e                   | Frank Spinozzi               | Patinoire municipale de Neuilly-sur-Marne                                      | 500 à 700          |
| Corsaires de Nantes         | 10e                  | Daniel Babka                 | Patinoire du Petit Port                                                        | 1 060              |
| Drakkars de Caen            | 11e                  | Luc Chauvel                  | Patinoire de Caen la mer                                                       | 1 499              |
| Corsaires de Dunkerque      | 12e                  | Antoine Richer               | Patinoire Michel-Raffoux                                                       | 900                |
| Chevaliers du lac d'Annecy  | 1er (Division 2)     | Martin Millerioux Cyril Papa | Complexe Jean Régis                                                            | 1 650              |
| Yétis du Mont-Blanc         | 2e (Division 2)      | Julien Guimard               | Patinoire de Saint-Gervais Patinoire de Megève                                 | 1 800 2 900        |
| Jokers de Cergy-Pontoise    | 3e (Division 2)      | Jonathan Paredes             | Aren'ice                                                                       | 3 000              |

Légende des couleurs
- Promu de Division 2 2016-2017

### Saison régulière
La saison régulière se joue du 16 septembre 2017 au 3 mars 2018. Les quatorze équipes sont réunies au sein d'une poule unique qui se joue en matchs aller-retour.
Les huit premiers se qualifient pour les séries éliminatoires, dont le vainqueur sera sportivement promu en Saxoprint Ligue Magnus.
Chaque tour des séries éliminatoires se joue au meilleur des cinq matchs (matchs 1 et 2 chez le mieux classé de la phase régulière, matchs et 3 et 4 chez le moins bien classé, match 5 chez le mieux classé).
Les quatre derniers disputent un barrage pour le maintien. Le 11e affronte le 14e et le 12e, le 13e au meilleur des trois matchs (match aller chez l'équipe la moins bien classée, match retour et match d'appui éventuel chez le mieux classé). Les deux vainqueurs se maintiennent, les deux vaincus sont relégués.

#### Résultats
Le score de l'équipe à domicile, située dans la colonne de gauche, est inscrit en premier.
| Résultats (dom.\ext.)                                              | AGL     | ANN     | BRE     | BRI     | CAE     | CER | CHO     | CMP     | DUN     | LRY     | M-B     | NAN     | NEU     | TRS     |
| Hormadi Anglet                                                     |         | 4-3 Pr. | 4-2     | 3-4 TF  | 4-1     | 5-2 | 9-5     | 4-2     | 7-4     | 7-4     | 7-3     | 2-7     | 1-3     | 5-1     |
| Chevaliers du lac d'Annecy                                         | 3-4 Pr. |         | 4-5 Pr. | 2-7     | 2-1     | 1-7 | 7-4     | 2-3 Pr. | 3-7     | 3-6     | 3-6     | 2-5     | 2-3 Pr. | 2-1     |
| Albatros de Brest                                                  | 5-2     | 5-1     |         | 3-4     | 3-1     | 2-4 | 3-2 Pr. | 8-0     | 6-2     | 1-4     | 7-2     | 0-3     | 5-0     | 5-3     |
| Diables rouges de Briançon                                         | 7-6     | 5-4     | 0-4     |         | 4-5 TF  | 6-2 | 5-0     | 6-3     | 7-2     | 4-2     | 3-1     | 4-3 Pr. | 5-2     | 3-4     |
| Drakkars de Caen                                                   | 2-4     | 0-3     | 1-5     | 3-4 TF  |         | 2-1 | 2-5     | 3-2     | 3-2 Pr. | 1-2     | 3-2     | 2-0     | 3-5     | 5-6 Pr. |
| Jokers de Cergy-Pontoise                                           | 1-3     | 3-2 Pr. | 3-8     | 5-6 Pr. | 1-4     |     | 5-6     | 5-2     | 9-1     | 9-2     | 1-5     | 4-9     | 6-3     | 3-4 Pr. |
| Dogs de Cholet                                                     | 5-3     | 0-1     | 3-4 Pr. | 2-6     | 0-5     | 5-6 |         | 4-0     | 2-3     | 5-3     | 4-3     | 6-5     | 2-3 Pr. | 5-2     |
| Bouquetins du HCMP                                                 | 5-8     | 3-4 TF  | 2-6     | 1-3     | 4-1     | 4-1 | 6-5 Pr. |         | 5-4     | 1-4     | 4-5 Pr. | 4-2     | 1-2 Pr. | 2-3     |
| Corsaires de Dunkerque                                             | 3-6     | 5-3     | 2-3     | 2-4     | 3-5     | 6-1 | 6-5     | 6-3     |         | 6-2     | 2-3 Pr. | 4-3 Pr. | 2-3 Pr. | 1-2     |
| Aigles de La Roche-sur-Yon                                         | 0-2     | 5-4 Pr. | 2-3 Pr. | 1-3     | 2-3     | 1-3 | 2-4     | 4-3     | 2-3 Pr. |         | 7-4     | 4-3     | 4-1     | 5-4 Pr. |
| Yétis du Mont-Blanc                                                | 4-5 Pr. | 5-2     | 7-5     | 2-1     | 3-4 TF  | 4-2 | 3-2 Pr. | 3-6     | 6-0     | 2-4     |         | 5-9     | 3-4 Pr. | 4-3     |
| Corsaires de Nantes                                                | 2-3 Pr. | 5-4 Pr. | 3-4 Pr. | 5-2     | 3-2     | 5-2 | 5-2     | 10-1    | 4-1     | 9-3     | 2-1     |         | 1-3     | 2-4     |
| Bisons de Neuilly-sur-Marne                                        | 2-4     | 7-2     | 0-2     | 5-4     | 4-2     | 6-3 | 4-3 Pr. | 3-4 TF  | 0-2     | 4-3 Pr. | 5-3     | 3-2     |         | 3-5     |
| Remparts de Tours                                                  | 4-6     | 4-1     | 2-4     | 4-1     | 1-2 Pr. | 5-3 | 2-0     | 4-3 Pr. | 4-1     | 2-4     | 2-6     | 5-4     | 7-1     |         |
| - Victoire à domicile - Victoire à l'extérieur - Match non disputé |         |         |         |         |         |     |         |         |         |         |         |         |         |         |

Pr. : Prolongation    -    TF : Tirs de fusillade

#### Classement
Pour l'attribution des points, voir la section « Règlement » ci-dessus.
| Clt   | Équipe                       | PJ | V  | VP | D  | DP | BP  | BC  | Diff | Pts |
| ----- | ---------------------------- | -- | -- | -- | -- | -- | --- | --- | ---- | --- |
| +001, | Anglet                       | 26 | 16 | 4  | 5  | 1  | 118 | 84  | +34  | 57  |
| +002, | Brest                        | 26 | 15 | 5  | 6  | 0  | 108 | 61  | +47  | 55  |
| +003, | Briançon                     | 26 | 15 | 4  | 6  | 1  | 108 | 76  | +32  | 54  |
| +004, | Nantes                       | 26 | 13 | 1  | 8  | 4  | 111 | 77  | +34  | 45  |
| +005, | Tours                        | 26 | 12 | 3  | 9  | 2  | 88  | 81  | +7   | 44  |
| +006, | Neuilly-sur-Marne            | 26 | 9  | 7  | 9  | 1  | 79  | 81  | -2   | 42  |
| +007, | La Roche-sur-Yon             | 26 | 10 | 2  | 11 | 3  | 82  | 94  | -12  | 37  |
| +008, | Mont-Blanc                   | 26 | 9  | 3  | 11 | 3  | 95  | 97  | -2   | 36  |
| +009, | Caen                         | 26 | 8  | 4  | 12 | 2  | 66  | 75  | -9   | 34  |
| +010, | Cholet                       | 26 | 9  | 0  | 11 | 6  | 89  | 103 | -14  | 33  |
| +011, | Dunkerque                    | 26 | 8  | 2  | 13 | 3  | 80  | 100 | -20  | 31  |
| +012, | Cergy-Pontoise               | 26 | 8  | 1  | 15 | 2  | 92  | 107 | -15  | 28  |
| +013, | Courchevel-Méribel-Pralognan | 26 | 5  | 3  | 14 | 4  | 71  | 109 | -38  | 25  |
| +014, | Annecy                       | 26 | 5  | 1  | 12 | 8  | 70  | 110 | -40  | 25  |

- Qualifié pour les séries éliminatoires
- Dispute la phase de relégation

#### Meilleurs pointeurs
| Classt | Joueur              | Équipe                   | PJ | B  | A  | Pts | Pun |
| ------ | ------------------- | ------------------------ | -- | -- | -- | --- | --- |
| 1      | Michael Rhéaume     | Corsaires de Nantes      | 20 | 13 | 22 | 35  | 30  |
| 2      | Joël Caron          | Jokers de Cergy-Pontoise | 19 | 19 | 15 | 34  | 4   |
| 3      | Benjamin Lagarde    | Albatros de Brest        | 20 | 18 | 14 | 32  | 4   |
| 3      | Dominik Gabaj       | Remparts de Tours        | 19 | 16 | 16 | 32  | 4   |
| 3      | Lukáš Pék           | Bouquetins du HCMP       | 20 | 14 | 18 | 32  | 24  |
| 3      | Bryan Kolodziejczyk | Albatros de Brest        | 20 | 10 | 22 | 32  | 18  |

Mise à jour : 27 janvier 2018

### Séries éliminatoires
Les séries éliminatoires se jouent du 10 mars 2018 au 15 avril 2018. Les 8 équipes les mieux classées à l'issue de la saison régulière sont qualifiées pour les quarts de finale des séries éliminatoires. Depuis 2018, chaque phase (quart de finale, demi finale et finale) se dispute au meilleur de cinq matchs. Le vainqueur de la finale est sacré champion de Division 1 et est promu en Ligue Magnus.
Les deux premiers sont joués chez l'équipe la mieux classée, les deux suivants chez la moins bien classée et le dernier chez la mieux classée.
|  |                                              |                                              |                                              |                                              |                                              |                                              |                                              |                             |     |                                          |                                          |                                          |                                          |                                          |                                          |                                          |                |     |                                    |                                    |                                    |                                    |                                    |                                    |                                    |  |
|  | Quarts de finale (au meilleur des 5 matches) | Quarts de finale (au meilleur des 5 matches) | Quarts de finale (au meilleur des 5 matches) | Quarts de finale (au meilleur des 5 matches) | Quarts de finale (au meilleur des 5 matches) | Quarts de finale (au meilleur des 5 matches) | Quarts de finale (au meilleur des 5 matches) |                             |     | Demi-finales (au meilleur des 5 matches) | Demi-finales (au meilleur des 5 matches) | Demi-finales (au meilleur des 5 matches) | Demi-finales (au meilleur des 5 matches) | Demi-finales (au meilleur des 5 matches) | Demi-finales (au meilleur des 5 matches) | Demi-finales (au meilleur des 5 matches) |                |     | Finale (au meilleur des 5 matches) | Finale (au meilleur des 5 matches) | Finale (au meilleur des 5 matches) | Finale (au meilleur des 5 matches) | Finale (au meilleur des 5 matches) | Finale (au meilleur des 5 matches) | Finale (au meilleur des 5 matches) |  |
|  | 10, 11 et 14 mars 2018                       |                                              |                                              |                                              |                                              |                                              |                                              |                             |     |                                          |                                          |                                          |                                          |                                          |                                          |                                          |                |     |                                    |                                    |                                    |                                    |                                    |                                    |                                    |  |
|  |                                              |                                              |                                              |                                              |                                              |                                              |                                              |                             |     |                                          |                                          |                                          |                                          |                                          |                                          |                                          |                |     |                                    |                                    |                                    |                                    |                                    |                                    |                                    |  |
|  | Hormadi Anglet                               | (1)                                          | 5                                            | 4                                            | 8                                            |                                              |                                              |                             |     |                                          |                                          |                                          |                                          |                                          |                                          |                                          |                |     |                                    |                                    |                                    |                                    |                                    |                                    |                                    |  |
|  | Hormadi Anglet                               | (1)                                          | 5                                            | 4                                            | 8                                            | 24, 25 et 28 mars 2018                       |                                              |                             |     |                                          |                                          |                                          |                                          |                                          |                                          |                                          |                |     |                                    |                                    |                                    |                                    |                                    |                                    |                                    |  |
|  | Yétis du Mont-Blanc                          | (8)                                          | 3                                            | 2                                            | 3                                            |                                              |                                              |                             |     |                                          |                                          |                                          |                                          |                                          |                                          |                                          |                |     |                                    |                                    |                                    |                                    |                                    |                                    |                                    |  |
|  | Yétis du Mont-Blanc                          | (8)                                          | 3                                            | 2                                            | 3                                            | Hormadi Anglet                               | (1)                                          | 4                           | 2   | 6                                        |                                          |                                          |                                          |                                          |                                          |                                          |                |     |                                    |                                    |                                    |                                    |                                    |                                    |                                    |  |
|  | 10, 11, 14, 15 et 18 mars 2018               |                                              |                                              |                                              |                                              | Hormadi Anglet                               | (1)                                          | 4                           | 2   | 6                                        |                                          |                                          |                                          |                                          |                                          |                                          |                |     |                                    |                                    |                                    |                                    |                                    |                                    |                                    |  |
|  |                                              |                                              | Corsaires de Nantes                          | (4)                                          | 1                                            | 1                                            | 0                                            |                             |     |                                          |                                          |                                          |                                          |                                          |                                          |                                          |                |     |                                    |                                    |                                    |                                    |                                    |                                    |                                    |  |
|  | Corsaires de Nantes                          | (4)                                          | Corsaires de Nantes                          | (4)                                          | 1                                            | 1                                            | 0                                            | 0                           | 4   | 5                                        | 4                                        | 4                                        |                                          |                                          |                                          |                                          |                |     |                                    |                                    |                                    |                                    |                                    |                                    |                                    |  |
|  | Corsaires de Nantes                          | (4)                                          |                                              |                                              |                                              |                                              |                                              | 0                           | 4   | 5                                        | 4                                        | 4                                        | 7 au 15 avril 2018                       |                                          |                                          |                                          |                |     |                                    |                                    |                                    |                                    |                                    |                                    |                                    |  |
|  | Remparts de Tours                            | (5)                                          | 1                                            | 3                                            | 7                                            | 2                                            | 1                                            |                             |     |                                          |                                          |                                          |                                          |                                          |                                          |                                          |                |     |                                    |                                    |                                    |                                    |                                    |                                    |                                    |  |
|  | Remparts de Tours                            | (5)                                          | 1                                            | 3                                            | 7                                            | 2                                            | 1                                            |                             |     |                                          |                                          |                                          |                                          |                                          |                                          |                                          | Hormadi Anglet | (1) | 2                                  | 5                                  | 3                                  | 3                                  | 5                                  |                                    |                                    |  |
|  | 10, 11, 14, 15 et 18 mars 2018               |                                              |                                              |                                              |                                              |                                              |                                              |                             |     |                                          |                                          |                                          |                                          |                                          |                                          |                                          | Hormadi Anglet | (1) | 2                                  | 5                                  | 3                                  | 3                                  | 5                                  |                                    |                                    |  |
|  |                                              | Albatros de Brest                            | (2)                                          | 4                                            | 0                                            | 4                                            | 1                                            | 3                           |     |                                          |                                          |                                          |                                          |                                          |                                          |                                          |                |     |                                    |                                    |                                    |                                    |                                    |                                    |                                    |  |
|  | Diables rouges de Briançon                   | Albatros de Brest                            | (2)                                          | 4                                            | 0                                            | 4                                            | 1                                            | 3                           | (3) | 3                                        | 6                                        | 1                                        | 1                                        | 3                                        |                                          |                                          |                |     |                                    |                                    |                                    |                                    |                                    |                                    |                                    |  |
|  | Diables rouges de Briançon                   | 24, 25, 28 et 29 mars et 1er avril 2018      |                                              |                                              |                                              |                                              |                                              |                             | (3) | 3                                        | 6                                        | 1                                        | 1                                        | 3                                        |                                          |                                          |                |     |                                    |                                    |                                    |                                    |                                    |                                    |                                    |  |
|  | Bisons de Neuilly-sur-Marne                  | (6)                                          | 1                                            | 4                                            | 4                                            | 2                                            | 4                                            |                             |     |                                          |                                          |                                          |                                          |                                          |                                          |                                          |                |     |                                    |                                    |                                    |                                    |                                    |                                    |                                    |  |
|  | Bisons de Neuilly-sur-Marne                  | (6)                                          | 1                                            | 4                                            | 4                                            | 2                                            | 4                                            | Bisons de Neuilly-sur-Marne | (6) | 2                                        | 2                                        | 5                                        | 3                                        | 2                                        |                                          |                                          |                |     |                                    |                                    |                                    |                                    |                                    |                                    |                                    |  |
|  | 10, 11, 14 et 15 mars 2018                   |                                              |                                              |                                              |                                              |                                              |                                              | Bisons de Neuilly-sur-Marne | (6) | 2                                        | 2                                        | 5                                        | 3                                        | 2                                        |                                          |                                          |                |     |                                    |                                    |                                    |                                    |                                    |                                    |                                    |  |
|  |                                              |                                              | Albatros de Brest                            | (2)                                          | 5                                            | 4                                            | 3                                            | 1                           | 4   |                                          |                                          |                                          |                                          |                                          |                                          |                                          |                |     |                                    |                                    |                                    |                                    |                                    |                                    |                                    |  |
|  | Albatros de Brest                            | (2)                                          | Albatros de Brest                            | (2)                                          | 5                                            | 4                                            | 3                                            | 1                           | 4   | 3                                        | 1                                        | 3                                        | 2                                        |                                          |                                          |                                          |                |     |                                    |                                    |                                    |                                    |                                    |                                    |                                    |  |
|  | Albatros de Brest                            | (2)                                          |                                              |                                              |                                              |                                              |                                              |                             |     | 3                                        | 1                                        | 3                                        | 2                                        |                                          |                                          |                                          |                |     |                                    |                                    |                                    |                                    |                                    |                                    |                                    |  |
|  | Aigles de La Roche-sur-Yon                   | (7)                                          | 2                                            | 5                                            | 1                                            | 0                                            |                                              |                             |     |                                          |                                          |                                          |                                          |                                          |                                          |                                          |                |     |                                    |                                    |                                    |                                    |                                    |                                    |                                    |  |
|  | Aigles de La Roche-sur-Yon                   | (7)                                          | 2                                            | 5                                            | 1                                            | 0                                            |                                              |                             |     |                                          |                                          |                                          |                                          |                                          |                                          |                                          |                |     |                                    |                                    |                                    |                                    |                                    |                                    |                                    |  |

#### Play-down
Les équipes classées entre la 11e et la 14e place s'affrontent en phase de maintien. Dans une série au meilleur des 3 matchs, le 11e affronte le 14e, le 12e rencontre lui le 13e.

## Division 2

### Équipes engagées
Les équipes engagées en Division 2 sont donc au nombre de vingt (dont deux équipes réserves). Elles sont réparties en deux poules de dix :
| Club                            | Classement 2016-2017 | Entraîneur       | Patinoire                                                   | Capacité théorique |
| ------------------------------- | -------------------- | ---------------- | ----------------------------------------------------------- | ------------------ |
| Ducs de Dijon                   | 10e (Magnus)         | Serge Forcier    | Patinoire Trimolet                                          | 1 000              |
| Jets d'Évry Viry                | 9e                   | Sébastien Roujon | Patinoire des Lacs de l'Essonne Patinoire François Le Comte | 900 250            |
| Galaxians d'Amnéville           | 10e                  | Pierrick Rézard  | Patinoire du Centre de Loisirs Ice Arena de Metz            | 550 600            |
| Français volants de Paris       | 11e                  | Arnaud Mazzone   | Patinoire Sonja-Henie                                       | 350                |
| Dragons de Rouen II             | 12e                  | Ari Salo         | L'Île Lacroix                                               | 2 747              |
| Comètes de Meudon               | 14e                  | Francis Larivée  | Patinoire de Meudon                                         | 500                |
| Lions de Wasquehal              | 16e                  | Fabien Chardon   | Patinoire Serge Charles Lille                               | 400                |
| Strasbourg II                   | 18e                  | Tarik Chipaux    | Patinoire Iceberg                                           | 1 200 à 2 400      |
| Gaulois de Châlons-en-Champagne | 1er (Division 3)     | Tristant Lohou   | Patinoire Cités Glace                                       | 700                |
| Diables rouges de Valenciennes  | 5e (Division 3)      | Anton Rojko      | Patinoire Valigloo                                          | 700                |

| Club                              | Classement 2016-2017 | Entraîneur                         | Patinoire                                     | Capacité théorique |
| --------------------------------- | -------------------- | ---------------------------------- | --------------------------------------------- | ------------------ |
| Sangliers Arvernes de Clermont    | 13e (Division 1)     | Éric Sarliève                      | Patinoire Clermont Communauté                 | 2 500              |
| Vipers de Montpellier             | 4e                   | Serge Forcier                      | Patinoire Végapolis                           | 1 200 à 2 400      |
| Lynx de Valence                   | 5e                   | Antoine Pelisse Bastien Sangiorgio | Le Polygone                                   | 1 000              |
| Éléphants de Chambéry             | 6e                   | Romain Sadoine                     | Patinoire Patinoire Buisson Rond              | 1 200              |
| Ours de Villard-de-Lans           | 7e                   | Pierre-Antoine Simonneau           | Patinoire André Ravix                         | 2 000              |
| Spartiates de Marseille           | 8e                   | Luc Tardif Junior                  | Palais omnisports Marseille Grand Est         | 5 504              |
| Taureaux de feu de Limoges        | 13e                  | Pavol Mihálik                      | Patinoire municipale des Casseaux             | 990                |
| Renards de Roanne                 | 15e                  | Romain Bonnefond                   | Patinoire Fontalon                            | 500 à 1 350        |
| Bélougas de Toulouse-Blagnac      | 17e                  | Eddy Martin-Whalen                 | Patinoire Jacques-Raynaud Patinoire Alex Jany | 1 200 981          |
| Grizzlys de Vaujany (Grenoble II) | NC                   | Fabrice Texier                     | Patinoire de Vaujany                          | 900                |

Légende des couleurs
- Rétrogradé de Ligue Magnus 2016-2017
- Relégué de Division 1 2016-2017
- Promu de Division 3 2016-2017
- Nouvelle équipe

### Saison régulière
La saison régulière se joue du 23 septembre 2017 au 10 février 2018.
Les huit premiers de chaque poule se qualifient pour les séries éliminatoires. Les huitièmes, quarts, demi-finales et la finale se déroulent au meilleur des trois matchs ; la 1re rencontre se joue chez l'équipe la moins bien classée, la 2e et éventuellement la 3e chez la mieux classée. Le vainqueur de la finale est sacré champion de Division 2. Il est promu en Division 1, de même que le finaliste vaincu.
Les deux derniers de chaque poule jouent une phase de relégation, entre le février 2018 et le avril 2018. Cette phase est un mini-championnat en matchs aller-retour à l'issue duquel les deux derniers sont relégués en Division 3.

#### Poule A
L'équipe de Dijon initialement inscrite en Division 2 voit sa participation refusée par la fédération.
Le score de l'équipe à domicile, située dans la colonne de gauche, est inscrit en premier.
| Résultats (▼dom., ►ext.)                                           | AMN     | CHL | ÉVY     | MEU     | PAR  | ROU     | STR     | VAC  | WAS |
| Galaxians d'Amnéville                                              |         | 6-3 | 1-2     | 1-2     | 6-3  | 3-6     | 4-3 Pr. | 7-0  | 2-4 |
| Gaulois de Châlons-en-Champagne                                    | 3-4     |     | 8-3     | 2-1     | 11-2 | 8-5     | 5-2     | 14-3 | 1-2 |
| Jets d'Évry Viry                                                   | 3-2 Pr. | 1-4 |         | 4-5 Pr. | 8-6  | 4-3 Pr. | 2-4     | 11-5 | 5-4 |
| Comètes de Meudon                                                  | 4-5     | 4-2 | 6-7     |         | 5-3  | 1-3     | 4-0     | 3-10 | 5-2 |
| Français volants de Paris                                          | 5-2     | 3-6 | 4-3 TF  | 0-6     |      | 3-5     | 3-1     | 3-5  | 2-3 |
| Dragons de Rouen II                                                | 1-2     | 6-3 | 3-2 Pr. | 4-5     | 2-4  |         | 5-6     | 2-3  | 4-5 |
| CSG Strasbourg II                                                  | 1-3     | 3-6 | 1-6     | 7-6 Pr. | 4-1  | 1-2     |         | 2-3  | 0-2 |
| Diables rouges de Valenciennes                                     | 2-4     | 3-6 | 0-8     | 2-5     | 4-2  | 1-10    | 6-3     |      | 5-6 |
| Lions de Wasquehal                                                 | 1-2     | 2-6 | 0-3     | 5-4     | 1-4  | 0-3     | 6-5     | 7-2  |     |
| - Victoire à domicile - Victoire à l'extérieur - Match non disputé |         |     |         |         |      |         |         |      |     |

Pr. : Prolongation    -    TF : Tirs de fusillade
| Clt   | Équipe               | PJ | V  | VP | D  | DP | BP | BC | Diff | Pts |
| ----- | -------------------- | -- | -- | -- | -- | -- | -- | -- | ---- | --- |
| +001, | Châlons-en-Champagne | 16 | 11 | 0  | 5  | 0  | 88 | 50 | +38  | 33  |
| +002, | Évry Viry            | 16 | 8  | 2  | 3  | 3  | 72 | 56 | +16  | 31  |
| +003, | Amnéville            | 16 | 9  | 1  | 5  | 1  | 54 | 43 | +11  | 30  |
| +004, | Meudon               | 16 | 8  | 1  | 6  | 1  | 66 | 57 | +9   | 27  |
| +005, | Wasquehal            | 16 | 9  | 0  | 7  | 0  | 50 | 53 | -3   | 27  |
| +006, | Rouen II             | 16 | 7  | 1  | 7  | 1  | 64 | 51 | +13  | 24  |
| +007, | Valenciennes         | 16 | 5  | 1  | 10 | 0  | 54 | 93 | -39  | 17  |
| +008, | Paris                | 16 | 4  | 1  | 11 | 0  | 48 | 72 | -24  | 14  |
| +009, | Strasbourg II        | 16 | 3  | 1  | 10 | 2  | 43 | 64 | -21  | 13  |

- Qualifié pour les huitièmes de finale
- Dispute la poule de maintien

#### Poule B
Le score de l'équipe à domicile, située dans la colonne de gauche, est inscrit en premier.
| Résultats (dom.\ext.)                                              | CHM    | CLE | LIM     | MAR     | MON     | ROA | TLS     | VAL  | VAU  | VIL     |
| Éléphants de Chambéry                                              |        | 6-3 | 5-1     | 3-7     | 6-3     | 5-2 | 2-5     | 6-1  | 8-5  | 8-3     |
| Sangliers Arvernes de Clermont                                     | 3-4 TF |     | 4-3 Pr. | 0-2     | 2-0     | 8-4 | 3-2     | 9-5  | 10-2 | 5-0     |
| Taureaux de feu de Limoges                                         | 3-1    | 1-2 |         | 2-4     | 0-5     | 2-4 | 2-3     | 6-1  | 1-4  | 5-4 Pr. |
| Spartiates de Marseille                                            | 2-3    | 5-3 | 2-1 Pr. |         | 8-2     | 5-3 | 4-1     | 8-4  | 10-4 | 6-3     |
| Vipers de Montpellier                                              | 8-0    | 7-2 | 9-1     | 3-4     |         | 4-1 | 2-0     | 13-3 | 14-2 | 4-2     |
| Renards de Roanne                                                  | 0-5    | 2-1 | 5-4     | 4-3 Pr. | 5-4 Pr. |     | 4-6     | 7-2  | 2-4  | 6-4     |
| Bélougas de Toulouse-Blagnac                                       | 3-5    | 2-4 | 1-3     | 1-2 Pr. | 3-2     | 5-2 |         | 2-1  | 8-1  | 2-3     |
| Lynx de Valence                                                    | 2-10   | 0-5 | 8-1     | 3-8     | 1-8     | 5-4 | 2-5     |      | 3-4  | 4-2     |
| Grizzlys de Vaujany                                                | 0-8    | 1-3 | 4-1     | 2-5     | 0-1     | 6-2 | 3-4 Pr. | 1-5  |      | 2-5     |
| Ours de Villard-de-Lans                                            | 2-3    | 5-3 | 4-0     | 2-1     | 0-3     | 2-5 | 5-4 Pr. | 9-2  | 1-4  |         |
| - Victoire à domicile - Victoire à l'extérieur - Match non disputé |        |     |         |         |         |     |         |      |      |         |

Pr. : Prolongation    -    TF : Tirs de fusillade
| Clt   | Équipe           | PJ | V  | VP | D  | DP | BP | BC  | Diff | Pts |
| ----- | ---------------- | -- | -- | -- | -- | -- | -- | --- | ---- | --- |
| +001, | Marseille        | 18 | 13 | 2  | 2  | 1  | 86 | 44  | +42  | 44  |
| +002, | Chambéry         | 18 | 13 | 1  | 4  | 0  | 88 | 53  | +35  | 41  |
| +003, | Montpellier      | 18 | 12 | 0  | 5  | 1  | 92 | 40  | +52  | 37  |
| +004, | Clermont-Ferrand | 18 | 10 | 1  | 6  | 1  | 70 | 51  | +19  | 33  |
| +005, | Toulouse-Blagnac | 18 | 8  | 1  | 7  | 2  | 57 | 50  | +7   | 28  |
| +006, | Roanne           | 18 | 6  | 2  | 10 | 0  | 62 | 75  | -13  | 22  |
| +007, | Villard-de-Lans  | 18 | 6  | 1  | 10 | 1  | 56 | 67  | -11  | 21  |
| +008, | Vaujany          | 18 | 6  | 0  | 11 | 1  | 49 | 91  | -42  | 19  |
| +009, | Limoges          | 18 | 3  | 1  | 12 | 2  | 37 | 70  | -33  | 13  |
| +010, | Valence          | 18 | 4  | 0  | 14 | 0  | 52 | 108 | -56  | 12  |

- Qualifié pour les huitièmes de finale
- Dispute la poule de maintien

### Séries éliminatoires
Les séries éliminatoires se jouent du 17 février 2018 au 8 avril 2018. Les 8 équipes les mieux classées de chaque poule à l'issue de la saison régulière sont qualifiées pour les huitièmes de finale des séries éliminatoires. L'ensemble des tours se disputent au meilleur des 3 matches. Le vainqueur de la finale est sacré champion de Division 2 et est promu en Division 1 avec le finaliste.

#### Play-offs
|  |                                 |                              |                                |                              |                                 |                              |    |                                |                                |                                |                                |                                |                                |                       |                       |                       |                       |                       |                       |        |        |        |        |        |
|  | Huitièmes de finale             | Huitièmes de finale          | Huitièmes de finale            | Huitièmes de finale          | Huitièmes de finale             |                              |    | Quarts de finale               | Quarts de finale               | Quarts de finale               | Quarts de finale               | Quarts de finale               |                                |                       | Finale                | Finale                | Finale                | Finale                | Finale                | Finale | Finale | Finale | Finale | Finale |
|  |                                 |                              |                                |                              |                                 |                              |    |                                |                                |                                |                                |                                |                                |                       |                       |                       |                       |                       |                       |        |        |        |        |        |
|  |                                 |                              |                                |                              |                                 |                              |    |                                | Demi-finales                   |                                |                                |                                |                                |                       |                       |                       |                       |                       |                       |        |        |        |        |        |
|  | 17 et 24 février 2018           |                              |                                |                              |                                 |                              |    |                                |                                |                                |                                |                                |                                |                       |                       |                       |                       |                       |                       |        |        |        |        |        |
|  |                                 |                              |                                |                              |                                 |                              |    |                                |                                |                                |                                |                                |                                |                       |                       |                       |                       |                       |                       |        |        |        |        |        |
|  | Gaulois de Châlons-en-Champagne | A1                           | 7                              | 4                            |                                 |                              |    |                                |                                |                                |                                |                                |                                |                       |                       |                       |                       |                       |                       |        |        |        |        |        |
|  | Gaulois de Châlons-en-Champagne | A1                           | 7                              | 4                            | 3 et 10 mars 2018               |                              |    |                                |                                |                                |                                |                                |                                |                       |                       |                       |                       |                       |                       |        |        |        |        |        |
|  | Grizzlys de Vaujany             | B8                           | 2                              | 3                            |                                 |                              |    |                                |                                |                                |                                |                                |                                |                       |                       |                       |                       |                       |                       |        |        |        |        |        |
|  | Grizzlys de Vaujany             | B8                           | 2                              | 3                            | Gaulois de Châlons-en-Champagne | A1                           | 3  | 2                              |                                |                                |                                |                                |                                |                       |                       |                       |                       |                       |                       |        |        |        |        |        |
|  | 17, 24 et 25 février 2018       |                              |                                |                              | Gaulois de Châlons-en-Champagne | A1                           | 3  | 2                              |                                |                                |                                |                                |                                |                       |                       |                       |                       |                       |                       |        |        |        |        |        |
|  |                                 |                              | Sangliers Arvernes de Clermont | B4                           | 7                               | 5                            |    |                                |                                |                                |                                |                                |                                |                       |                       |                       |                       |                       |                       |        |        |        |        |        |
|  | Lions de Wasquehal              | A5                           | Sangliers Arvernes de Clermont | B4                           | 7                               | 5                            | 0  | 1                              |                                |                                |                                |                                |                                |                       |                       |                       |                       |                       |                       |        |        |        |        |        |
|  | Lions de Wasquehal              | A5                           | 17, 24 et 25 mars 2018         |                              |                                 |                              | 0  | 1                              |                                |                                |                                |                                |                                |                       |                       |                       |                       |                       |                       |        |        |        |        |        |
|  | Sangliers Arvernes de Clermont  | B4                           | 4                              | 5                            |                                 |                              |    |                                |                                |                                |                                |                                |                                |                       |                       |                       |                       |                       |                       |        |        |        |        |        |
|  | Sangliers Arvernes de Clermont  | B4                           | 4                              | 5                            |                                 |                              |    | Sangliers Arvernes de Clermont | Sangliers Arvernes de Clermont | Sangliers Arvernes de Clermont | Sangliers Arvernes de Clermont | Sangliers Arvernes de Clermont | Sangliers Arvernes de Clermont | B4                    | 4                     | 4                     | 4                     |                       |                       |        |        |        |        |        |
|  | 17 et 24 février 2018           |                              |                                |                              |                                 |                              |    | Sangliers Arvernes de Clermont | Sangliers Arvernes de Clermont | Sangliers Arvernes de Clermont | Sangliers Arvernes de Clermont | Sangliers Arvernes de Clermont | Sangliers Arvernes de Clermont | B4                    | 4                     | 4                     | 4                     |                       |                       |        |        |        |        |        |
|  | Éléphants de Chambéry           | Éléphants de Chambéry        | Éléphants de Chambéry          | Éléphants de Chambéry        | Éléphants de Chambéry           | Éléphants de Chambéry        | B2 | 3                              | 5                              | 6                              |                                |                                |                                |                       |                       |                       |                       |                       |                       |        |        |        |        |        |
|  | Éléphants de Chambéry           | Éléphants de Chambéry        | Éléphants de Chambéry          | Éléphants de Chambéry        | Éléphants de Chambéry           | Éléphants de Chambéry        | B2 | 3                              | 5                              | 6                              | Galaxians d'Amnéville          | A3                             | 5                              | 8                     |                       |                       |                       |                       |                       |        |        |        |        |        |
|  | 3, 10 et 11 mars 2018           |                              |                                |                              |                                 |                              |    |                                |                                |                                | Galaxians d'Amnéville          | A3                             | 5                              | 8                     |                       |                       |                       |                       |                       |        |        |        |        |        |
|  | Renards de Roanne               | B6                           | 0                              | 1                            |                                 |                              |    |                                |                                |                                |                                |                                |                                |                       |                       |                       |                       |                       |                       |        |        |        |        |        |
|  | Renards de Roanne               | B6                           | 0                              | 1                            | Galaxians d'Amnéville           | A3                           | 4  | 4                              | 1                              |                                |                                |                                |                                |                       |                       |                       |                       |                       |                       |        |        |        |        |        |
|  | 17 et 24 février 2018           |                              |                                |                              | Galaxians d'Amnéville           | A3                           | 4  | 4                              | 1                              |                                |                                |                                |                                |                       |                       |                       |                       |                       |                       |        |        |        |        |        |
|  |                                 |                              | Éléphants de Chambéry          | B2                           | 5                               | 2                            | 5  |                                |                                |                                |                                |                                |                                |                       |                       |                       |                       |                       |                       |        |        |        |        |        |
|  | Diables rouges de Valenciennes  | A7                           | Éléphants de Chambéry          | B2                           | 5                               | 2                            | 5  | 2                              | 1                              |                                |                                |                                |                                |                       |                       |                       |                       |                       |                       |        |        |        |        |        |
|  | Diables rouges de Valenciennes  | A7                           |                                |                              |                                 |                              |    | 2                              | 1                              | 31 mars, 7 et 8 avril 2018     |                                |                                |                                |                       |                       |                       |                       |                       |                       |        |        |        |        |        |
|  | Éléphants de Chambéry           | B2                           | 11                             | 12                           |                                 |                              |    |                                |                                |                                |                                |                                |                                |                       |                       |                       |                       |                       |                       |        |        |        |        |        |
|  | Éléphants de Chambéry           | B2                           | 11                             | 12                           |                                 |                              |    |                                |                                |                                |                                |                                |                                | Éléphants de Chambéry | Éléphants de Chambéry | Éléphants de Chambéry | Éléphants de Chambéry | Éléphants de Chambéry | Éléphants de Chambéry | B2     | 2      | 4      | 3      |        |
|  | 17 et 24 février 2018           |                              |                                |                              |                                 |                              |    |                                |                                |                                |                                |                                |                                | Éléphants de Chambéry | Éléphants de Chambéry | Éléphants de Chambéry | Éléphants de Chambéry | Éléphants de Chambéry | Éléphants de Chambéry | B2     | 2      | 4      | 3      |        |
|  | Vipers de Montpellier           | Vipers de Montpellier        | Vipers de Montpellier          | Vipers de Montpellier        | Vipers de Montpellier           | Vipers de Montpellier        | B3 | 3                              | 3                              | 2                              |                                |                                |                                |                       |                       |                       |                       |                       |                       |        |        |        |        |        |
|  | Vipers de Montpellier           | Vipers de Montpellier        | Vipers de Montpellier          | Vipers de Montpellier        | Vipers de Montpellier           | Vipers de Montpellier        | B3 | 3                              | 3                              | 2                              | Jets d'Évry Viry               | A2                             | 2                              | 2                     |                       |                       |                       |                       |                       |        |        |        |        |        |
|  | 9 et 10 mars 2018               |                              |                                |                              |                                 |                              |    |                                |                                |                                | Jets d'Évry Viry               | A2                             | 2                              | 2                     |                       |                       |                       |                       |                       |        |        |        |        |        |
|  | Ours de Villard-de-Lans         | B7                           | 4                              | 4                            |                                 |                              |    |                                |                                |                                |                                |                                |                                |                       |                       |                       |                       |                       |                       |        |        |        |        |        |
|  | Ours de Villard-de-Lans         | B7                           | 4                              | 4                            | Ours de Villard-de-Lans         | B7                           | 0  | 1                              |                                |                                |                                |                                |                                |                       |                       |                       |                       |                       |                       |        |        |        |        |        |
|  | 17 et 24 février 2018           |                              |                                |                              | Ours de Villard-de-Lans         | B7                           | 0  | 1                              |                                |                                |                                |                                |                                |                       |                       |                       |                       |                       |                       |        |        |        |        |        |
|  |                                 |                              | Vipers de Montpellier          | B3                           | 5                               | 4                            |    |                                |                                |                                |                                |                                |                                |                       |                       |                       |                       |                       |                       |        |        |        |        |        |
|  | Dragons de Rouen II             | A6                           | Vipers de Montpellier          | B3                           | 5                               | 4                            | 1  | 0                              |                                |                                |                                |                                |                                |                       |                       |                       |                       |                       |                       |        |        |        |        |        |
|  | Dragons de Rouen II             | A6                           | 17 et 24 mars 2018             |                              |                                 |                              | 1  | 0                              |                                |                                |                                |                                |                                |                       |                       |                       |                       |                       |                       |        |        |        |        |        |
|  | Vipers de Montpellier           | B3                           | 4                              | 6                            |                                 |                              |    |                                |                                |                                |                                |                                |                                |                       |                       |                       |                       |                       |                       |        |        |        |        |        |
|  | Vipers de Montpellier           | B3                           | 4                              | 6                            |                                 |                              |    | Vipers de Montpellier          | Vipers de Montpellier          | Vipers de Montpellier          | Vipers de Montpellier          | Vipers de Montpellier          | Vipers de Montpellier          | B3                    | 5                     | 4                     |                       |                       |                       |        |        |        |        |        |
|  | 17, 24 et 25 février 2018       |                              |                                |                              |                                 |                              |    | Vipers de Montpellier          | Vipers de Montpellier          | Vipers de Montpellier          | Vipers de Montpellier          | Vipers de Montpellier          | Vipers de Montpellier          | B3                    | 5                     | 4                     |                       |                       |                       |        |        |        |        |        |
|  | Bélougas de Toulouse-Blagnac    | Bélougas de Toulouse-Blagnac | Bélougas de Toulouse-Blagnac   | Bélougas de Toulouse-Blagnac | Bélougas de Toulouse-Blagnac    | Bélougas de Toulouse-Blagnac | B5 | 1                              | 1                              |                                |                                |                                |                                |                       |                       |                       |                       |                       |                       |        |        |        |        |        |
|  | Bélougas de Toulouse-Blagnac    | Bélougas de Toulouse-Blagnac | Bélougas de Toulouse-Blagnac   | Bélougas de Toulouse-Blagnac | Bélougas de Toulouse-Blagnac    | Bélougas de Toulouse-Blagnac | B5 | 1                              | 1                              | Comètes de Meudon              | A4                             | 2                              | 5                              | 1                     |                       |                       |                       |                       |                       |        |        |        |        |        |
|  | 3, 10 et 11 mars 2018           |                              |                                |                              |                                 |                              |    |                                |                                | Comètes de Meudon              | A4                             | 2                              | 5                              | 1                     |                       |                       |                       |                       |                       |        |        |        |        |        |
|  | Bélougas de Toulouse-Blagnac    | B5                           | 11                             | 1                            | 4                               |                              |    |                                |                                |                                |                                |                                |                                |                       |                       |                       |                       |                       |                       |        |        |        |        |        |
|  | Bélougas de Toulouse-Blagnac    | B5                           | 11                             | 1                            | 4                               | Bélougas de Toulouse-Blagnac | B5 | 2                              | 4                              | 5                              |                                |                                |                                |                       |                       |                       |                       |                       |                       |        |        |        |        |        |
|  | 17 et 24 février 2018           |                              |                                |                              |                                 | Bélougas de Toulouse-Blagnac | B5 | 2                              | 4                              | 5                              |                                |                                |                                |                       |                       |                       |                       |                       |                       |        |        |        |        |        |
|  |                                 |                              | Spartiates de Marseille        | B1                           | 1                               | 6                            | 4  |                                |                                |                                |                                |                                |                                |                       |                       |                       |                       |                       |                       |        |        |        |        |        |
|  | Français volants de Paris       | A8                           | Spartiates de Marseille        | B1                           | 1                               | 6                            | 4  | 4                              | 2                              |                                |                                |                                |                                |                       |                       |                       |                       |                       |                       |        |        |        |        |        |
|  | Français volants de Paris       | A8                           |                                |                              |                                 |                              |    | 4                              | 2                              |                                |                                |                                |                                |                       |                       |                       |                       |                       |                       |        |        |        |        |        |
|  | Spartiates de Marseille         | B1                           | 5                              | 9                            |                                 |                              |    |                                |                                |                                |                                |                                |                                |                       |                       |                       |                       |                       |                       |        |        |        |        |        |
|  | Spartiates de Marseille         | B1                           | 5                              | 9                            |                                 |                              |    |                                |                                |                                |                                |                                |                                |                       |                       |                       |                       |                       |                       |        |        |        |        |        |

#### Poule de maintien
La poule de maintien se joue du 17 février 2018 au 31 mars 2018. Les équipes placées au-delà de la huitième place de chaque poule participent à la phase finale de maintien, qui se déroule sous forme de poule où toutes les équipes se rencontrent en match aller – retour, un classement de 1 à 3 est établi suivant les modalités applicables à la saison régulière.

##### Résultats
Le score de l'équipe à domicile, située dans la colonne de gauche, est inscrit en premier.
| Résultats (▼dom., ►ext.)                                           | LIM | STR    | VAL |
| Taureaux de feu de Limoges                                         |     | 1-3    | 1-4 |
| CSG Strasbourg II                                                  | 3-1 |        | 1-4 |
| Lynx de Valence                                                    | 5-3 | 1-2 TF |     |
| - Victoire à domicile - Victoire à l'extérieur - Match non disputé |     |        |     |

Pr. : Prolongation    -    TF : Tirs de fusillade

##### Classement
- L'équipe classée 3e de la poule de maintien est reléguée en Division 3,

| Clt   | Équipe        | PJ | V | VP | D | DP | BP | BC | Diff | Pts |
| ----- | ------------- | -- | - | -- | - | -- | -- | -- | ---- | --- |
| +001, | Valence       | 4  | 3 | 0  | 0 | 1  | 14 | 7  | +7   | 10  |
| +002, | Strasbourg II | 4  | 2 | 1  | 1 | 0  | 9  | 7  | +2   | 8   |
| +003, | Limoges       | 4  | 0 | 0  | 4 | 0  | 6  | 15 | -9   | 0   |

- relégué en Division 3

Date de mise à jour : 31 mars 2018

## Division 3

### Équipes engagées
Les trente-sept équipes engagées, dont dix-huit équipes réserves et une équipe basée au Luxembourg, sont réparties en quatre groupes régionaux (le 2 suivant le nom d'une équipe indique qu'il s'agit d'une équipe réserve) :
| Club                            | Classement 2016-2017 | Entraîneur        | Patinoire                                     | Capacité théorique |
| ------------------------------- | -------------------- | ----------------- | --------------------------------------------- | ------------------ |
| Corsaires de Nantes II          | 1er (Poule A)        | Nicolas Boda      | Patinoire du Petit Port                       | 1 060              |
| Albatros de Brest II            | 2e (Poule A)         | Sami Wikström     | Rïnkla Stadium                                | 1 200              |
| Boxers de Bordeaux II           | 3e (Poule A)         | Sylvain Humeau    | Patinoire de Mériadeck                        | 3 200              |
| Remparts de Tours II            | 4e (Poule A)         | Normand Roy       | Patinoire de Tours                            | 1 760              |
| Dragons de Poitiers             | 5e (Poule A)         | Jean-Vital Stinco | Patinoire municipale de Poitiers              | 810                |
| Aigles de La Roche-sur-Yon II   | 6e (Poule A)         | Mickaël Goujot    | Complexe Arago                                | 1 200              |
| Dogs de Cholet II               | 7e (Poule A)         | Grégory Gougeon   | Pôle Sportif Glisséo                          | 1 200              |
| Cormorans de Rennes             | 8e (Poule A)         | Yven Sadoun       | Le Blizz                                      | 750                |
| Bélougas de Toulouse-Blagnac II | 8e (Poule D)         | Laurent Guitard   | Patinoire Jacques-Raynaud Patinoire Alex Jany | 1 200 981          |

| Club                             | Classement 2016-2017 | Entraîneur        | Patinoire                                              | Capacité théorique |
| -------------------------------- | -------------------- | ----------------- | ------------------------------------------------------ | ------------------ |
| Castors d'Asnières               | 20e (Division 2)     | Cédric Boucamus   | Patinoire des Courtilles                               | 1 421              |
| Drakkars de Caen II              | 3e (Poule B)         | Martial Janil     | Patinoire de Caen la mer                               | 1 499              |
| Coqs de Courbevoie               | 5e (Poule B)         | Yannick Maillot   | Patinoire municipale de Courbevoie                     | 700                |
| Tornado Luxembourg               | 5e (Poule C)         | Petr Fical        | Patinoire de Kockelscheuer                             | 1 000              |
| Jokers de Cergy-Pontoise II      | 7e (Poule B)         | Erwan Personne    | Aren'ice                                               | 3 000              |
| Phénix de Reims                  | 7e (Poule C)         | Ivan Bock         | Patinoire Albert Ier                                   | 700                |
| Gothiques d'Amiens II            | 8e (Poule C)         | Miroslav Kecka    | Coliseum                                               | 2 882 à 3 400      |
| Grizzly de Garges                | 9e (Poule B)         | Christophe Masson | Patinoire du Val de France                             | 700                |
| Chiefs de Deuil-Garges (retrait) | NC                   |                   | Patinoire de Deuil-la-Barre Patinoire du Val de France | 700                |

| Club                       | Classement 2016-2017 | Entraîneur          | Patinoire                                                   | Capacité théorique |
| -------------------------- | -------------------- | ------------------- | ----------------------------------------------------------- | ------------------ |
| Renards d'Orléans          | 1er (Poule B)        | Gilbert Ledigarcher | Patinoire du Baron                                          | 920                |
| Caribous de Seine-et-Marne | 2e (Poule B)         | Romain Danton       | Patinoire La Cartonnerie                                    | 450                |
| Gamyo Épinal II            | 2e (Poule C)         | Frédéric Laforge    | Patinoire de Poissompré                                     | 2 500              |
| Élans de Champigny         | 4e (Poule B)         | Jérôme Veret        | Patinoire de Champigny-sur-Marne                            | 450                |
| Titans de Colmar           | 4e (Poule C)         | Evgueni Kouznetsov  | Patinoire de Colmar                                         | 1 200              |
| Jets d'Évry Viry II        | 6e (Poule B)         | Franck Ferey        | Patinoire des Lacs de l'Essonne Patinoire François Le Comte | 900 250            |
| Ducs de Dijon II           | 6e (Poule C)         | Lionel Simon        | Patinoire Trimolet                                          | 1 000              |
| Tigres de l'ACBB           | 8e (Poule B)         | Pascal Babikian     | Patinoire de Boulogne-Billancourt                           | 1 800              |
| Pumas de Fontenay          | NC                   | Pascal Bonnefoy     | Patinoire Salvador Allende                                  | 1 000              |

| Club                              | Classement 2016-2017 | Entraîneur              | Patinoire                             | Capacité théorique |
| --------------------------------- | -------------------- | ----------------------- | ------------------------------------- | ------------------ |
| Castors d'Avignon                 | 19e (Division 2)     | Guillaume Oriol         | Palais de la Glace                    | 500                |
| Chevaliers du lac d'Annecy II     | 1er (Poule D)        | Thomas Bussat           | Complexe Jean Régis                   | 1 650              |
| Boucaniers de Toulon              | 2e (Poule D)         | Maxime Raffaelli        | Palais omnisports Marseille Grand Est | 5 504              |
| Éléphants de Chambéry II          | 3e (Poule D)         | Javier Parres           | Patinoire Patinoire Buisson Rond      | 1 200              |
| Aigles de Nice II                 | 4e (Poule D)         | Max Leclair             | Palais des sports Jean-Bouin          | 1 200              |
| Sangliers Arvernes de Clermont II | 6e (Poule D)         | Robert Pospisil         | Patinoire Clermont Communauté         | 2 500              |
| Vipers de Montpellier II          | NC                   | Jean-Philippe Mestadier | Patinoire Végapolis                   | 1 200 à 2 400      |
| Pingouins de Morzine-Avoriaz      | NC                   | Alain Boisson           | Škoda Arena                           | 1 280              |
| Krokos de Nîmes                   | NC                   | Raphaël Facchini        | Palais de la Glace Patinoire Rouvière | 500 300            |
| Castors d'Albertville (forfait)   | NC                   | Dejan Beaurepaire       | Halle olympique                       | 3 500              |

Légende des couleurs
- Nouvelle équipe
- Relégué de Division 2 2016-2017

### Saison régulière
La saison régulière se joue du 23 septembre 2017 au 17 février 2018.
Les trente-sept équipes engagées sont réparties en quatre poules (de huit ou neuf équipes), les matchs se jouent en aller-retour. Les quatre premiers de chaque groupe se qualifient pour la phase finale.
Durant la phase finale qui se joue en matchs aller-retour (ainsi quand il y a match nul, il n'y a pas de prolongation, le score est conservé tel quel), le score cumulé désignant le vainqueur, les qualifiés du groupe A affrontent ceux du groupe B et ceux du groupe C sont opposés à ceux du groupe D. Les vainqueurs des quarts de finale se qualifient pour le carré final.
Les quatre qualifiés pour le carré final sont rassemblés au sein d'une poule unique qui se joue en matchs simples. L'équipe finissant à la première place est sacrée championne de Division 3. Le champion et le deuxième sont promus en Division 2.
- Pour l'attribution des points, voir la section « Règlement » ci-dessus.

#### Groupe A
Le score de l'équipe à domicile, située dans la colonne de gauche, est inscrit en premier.
| Résultats (▼dom., ►ext.)                                           | BOR     | BRE     | CHO     | LRY     | NAN     | POI       | REN  | TLS  | TRS     |
| Boxers de Bordeaux II                                              |         | 3-2     | 6-0     | 8-2     | 4-3 Pr. | 2-5       | 10-0 | 19-0 | 4-6     |
| Albatros de Brest II                                               | 8-2     |         | 5-4 Pr. | 4-5 Pr. | 3-4     | 2-1       | 4-1  | 13-2 | 4-5 Pr. |
| Dogs de Cholet II                                                  | 4-5     | 2-6     |         | 6-12    | 2-9     | 4-5       | 3-5  | 6-5  | 0-5     |
| Aigles de La Roche-sur-Yon II                                      | 2-3     | 3-8     | 9-4     |         | 4-3 Pr. | 5-4       | 12-3 | 11-2 | 7-4     |
| Corsaires de Nantes II                                             | 4-3 Pr. | 1-4     | 7-2     | 7-2     |         | 11-12 Pr. | 11-0 | 15-6 | 6-4     |
| Dragons de Poitiers                                                | 5-6     | 5-6 Pr. | 3-4 Pr. | 10-6    | 4-2     |           | 7-2  | 6-2  | 4-5     |
| Cormorans de Rennes                                                | 5-10    | 2-4     | 2-3     | 2-4     | 2-9     | 1-7       |      | 5-4  | 2-10    |
| Bélougas de Toulouse-Blagnac II                                    | 4-8     | 5-2     | 3-4 TF  | 4-6     | 3-7     | 1-2 Pr.   | 7-1  |      | 1-6     |
| Remparts de Tours II                                               | 6-5     | 5-4 Pr. | 7-2     | 6-7 Pr. | 4-5     | 3-4       | 4-0  | 10-0 |         |
| - Victoire à domicile - Victoire à l'extérieur - Match non disputé |         |         |         |         |         |           |      |      |         |

| Clt   | Équipe              | PJ | V  | VP | D  | DP | BP  | BC  | Diff | Pts |
| ----- | ------------------- | -- | -- | -- | -- | -- | --- | --- | ---- | --- |
| +001, | Nantes II           | 16 | 10 | 1  | 2  | 3  | 104 | 59  | +45  | 35  |
| +002, | Bordeaux II         | 16 | 10 | 1  | 4  | 1  | 98  | 56  | +42  | 33  |
| +003, | Tours II            | 16 | 9  | 2  | 4  | 1  | 90  | 55  | +35  | 32  |
| +004, | Brest II            | 16 | 8  | 2  | 3  | 3  | 79  | 50  | +29  | 31  |
| +005, | La Roche-sur-Yon II | 16 | 8  | 3  | 5  | 0  | 97  | 78  | +19  | 30  |
| +006, | Poitiers            | 16 | 8  | 2  | 4  | 2  | 84  | 63  | +21  | 30  |
| +007, | Cholet II           | 16 | 2  | 2  | 11 | 1  | 50  | 94  | -44  | 11  |
| +008, | Toulouse-Blagnac II | 16 | 2  | 0  | 12 | 2  | 49  | 121 | -72  | 8   |
| +009, | Rennes              | 16 | 2  | 0  | 14 | 0  | 33  | 109 | -76  | 6   |

- Qualifié pour les huitièmes de finale

#### Groupe B
La patinoire de Deuil-la-Barre ferme durant l'été. Sans certitude de revoir leur patinoire ouverte, les Chiefs de Deuil-Garges ont demandé le retrait de leur équipe, retrait accepté par la FFHG.
Le score de l'équipe à domicile, située dans la colonne de gauche, est inscrit en premier.
| Résultats (▼dom., ►ext.)                                           | AMI     | ASN | CAE     | CER  | COU     | GAR  | LUX | REI     |
| Gothiques d'Amiens II                                              |         | 2-6 | 0-11    | 9-2  | 5-11    | 4-0  | 3-9 | 3-1     |
| Castors d'Asnières                                                 | 7-2     |     | 4-2     | 9-3  | 10-3    | 5-0  | 7-2 | 5-1     |
| Drakkars de Caen II                                                | 3-5     | 3-8 |         | 4-1  | 4-2     | 10-0 | 9-1 | 7-1     |
| Jokers de Cergy-Pontoise II                                        | 5-6 Pr. | 2-9 | 1-16    |      | 3-5     | 7-3  | 4-7 | 5-4 Pr. |
| Coqs de Courbevoie                                                 | 7-5     | 3-6 | 6-4     | 10-3 |         | 16-1 | 3-4 | 4-3 Pr. |
| Grizzly de Garges                                                  | 5-8     | 2-5 | 3-5     | 6-3  | 2-8     |      | 1-9 | 5-7     |
| Tornado Luxembourg                                                 | 7-3     | 2-6 | 7-3     | 7-3  | 4-5 Pr. | 6-1  |     | 4-2     |
| Phénix de Reims                                                    | 11-2    | 2-3 | 3-4 Pr. | 5-1  | 5-11    | 6-1  | 6-3 |         |
| - Victoire à domicile - Victoire à l'extérieur - Match non disputé |         |     |         |      |         |      |     |         |

| Clt   | Équipe             | PJ | V  | VP | D  | DP | BP | BC  | Diff | Pts |
| ----- | ------------------ | -- | -- | -- | -- | -- | -- | --- | ---- | --- |
| +001, | Asnières-sur-Seine | 14 | 14 | 0  | 0  | 0  | 90 | 29  | +61  | 42  |
| +002, | Luxembourg         | 14 | 9  | 0  | 4  | 1  | 72 | 56  | +16  | 28  |
| +003, | Courbevoie         | 14 | 8  | 2  | 4  | 0  | 94 | 59  | +35  | 28  |
| +004, | Caen II            | 14 | 8  | 1  | 5  | 0  | 85 | 43  | +42  | 26  |
| +005, | Reims              | 14 | 5  | 0  | 6  | 3  | 57 | 58  | -1   | 18  |
| +006, | Amiens II          | 14 | 5  | 1  | 8  | 0  | 57 | 85  | -28  | 17  |
| +007, | Cergy-Pontoise II  | 14 | 1  | 1  | 11 | 1  | 43 | 100 | -57  | 6   |
| +008, | Garges             | 14 | 1  | 0  | 13 | 0  | 30 | 99  | -69  | 3   |

- Qualifié pour les huitièmes de finale

#### Groupe C
Le score de l'équipe à domicile, située dans la colonne de gauche, est inscrit en premier.
| Résultats (▼dom., ►ext.)                                           | BOU  | CPY  | COL  | DAM  | DIJ     | ÉPI     | ÉVY     | FON     | ORL  |
| Tigres de l'ACBB                                                   |      | 0-11 | 2-9  | 2-9  | 5-6     | 4-17    | 2-10    | 8-3     | 2-14 |
| Élans de Champigny                                                 | 9-0  |      | 4-6  | 5-3  | 1-2 Pr. | 4-5     | 5-3     | 6-1     | 9-2  |
| Titans de Colmar                                                   | 17-3 | 7-1  |      | 6-3  | 6-3     | 10-3    | 12-6    | 5-0     | 6-1  |
| Caribous de Seine-et-Marne                                         | 7-3  | 2-10 | 3-9  |      | 9-5     | 6-9     | 5-3     | 11-2    | 2-7  |
| Ducs de Dijon II                                                   | 12-2 | 2-16 | 2-8  | 5-7  |         | 4-5 Pr. | 9-8 Pr. | 19-3    | 5-6  |
| Gamyo Épinal II                                                    | 11-0 | 1-2  | 3-6  | 12-5 | 6-2     |         | 7-3     | 17-0    | 7-3  |
| Jets d'Évry Viry II                                                | 11-2 | 3-1  | 2-10 | 5-6  | 3-2     | 2-9     |         | 6-5 Pr. | 5-9  |
| Pumas de Fontenay                                                  | 3-6  | 0-7  | 0-26 | 0-14 | 0-9     | 1-6     | 3-10    |         | 2-16 |
| Renards d'Orléans                                                  | 15-3 | 3-6  | 3-6  | 7-6  | 9-8 Pr. | 4-7     | 14-7    | 15-1    |      |
| - Victoire à domicile - Victoire à l'extérieur - Match non disputé |      |      |      |      |         |         |         |         |      |

| Clt   | Équipe               | PJ | V  | VP | D  | DP | BP  | BC  | Diff | Pts |
| ----- | -------------------- | -- | -- | -- | -- | -- | --- | --- | ---- | --- |
| +001, | Colmar               | 16 | 16 | 0  | 0  | 0  | 149 | 39  | +110 | 48  |
| +002, | Épinal II            | 16 | 12 | 1  | 3  | 0  | 125 | 56  | +69  | 38  |
| +003, | Champigny            | 16 | 11 | 0  | 4  | 1  | 97  | 40  | +57  | 34  |
| +004, | Orléans              | 16 | 9  | 1  | 6  | 0  | 128 | 82  | +46  | 29  |
| +005, | Dammarie             | 16 | 8  | 0  | 8  | 0  | 98  | 90  | +8   | 24  |
| +006, | Dijon II             | 16 | 4  | 2  | 8  | 2  | 95  | 94  | +1   | 19  |
| +007, | Évry Viry II         | 16 | 5  | 1  | 8  | 2  | 87  | 101 | -14  | 18  |
| +008, | Boulogne-Billancourt | 16 | 2  | 0  | 14 | 0  | 44  | 174 | -130 | 6   |
| +009, | Fontenay             | 16 | 0  | 0  | 15 | 1  | 24  | 181 | -157 | 0   |

- Qualifié pour les huitièmes de finale

#### Groupe D
Les Castors d'Albertville, initialement placés dans ce groupe, ont déclaré forfait pour l'ensemble de la saison.
Le score de l'équipe à domicile, située dans la colonne de gauche, est inscrit en premier.
| Résultats (▼dom., ►ext.)                                           | ANN     | AVI  | CHM  | CLE     | MON  | MOR  | NIC     | NÎM     | TLN     |
| Chevaliers du lac d'Annecy II                                      |         | 7-2  | 4-3  | 7-2     | 15-0 | 3-5  | 4-1     | 18-2    | 5-4     |
| Castors d'Avignon                                                  | 1-0     |      | 7-2  | 14-1    | 15-1 | 3-7  | 4-1     | 10-2    | 5-6 Pr. |
| Éléphants de Chambéry II                                           | 1-8     | 3-6  |      | 5-2     | 9-2  | 0-7  | 6-5 Pr. | 12-2    | 3-7     |
| Sangliers Arvernes de Clermont II                                  | 2-4     | 3-6  | 2-5  |         | 7-3  | 2-14 | 2-12    | 6-2     | 5-11    |
| Vipers de Montpellier II                                           | 2-5     | 2-11 | 5-9  | 5-2     |      | 0-14 | 1-15    | 3-2 Pr. | 4-11    |
| Pingouins de Morzine-Avoriaz                                       | 10-1    | 11-3 | 15-0 | 18-0    | 23-0 |      | 5-3     | 23-0    | 17-3    |
| Aigles de Nice II                                                  | 6-0     | 9-2  | 6-2  | 8-3     | 15-1 | 1-8  |         | 11-1    | 7-6 Pr. |
| Krokos de Nîmes                                                    | 0-9     | 1-7  | 2-15 | 4-3 Pr. | 7-5  | 1-14 | 5-14    |         | 3-8     |
| Boucaniers de Toulon                                               | 2-3 Pr. | 5-6  | 4-5  | 11-0    | 9-1  | 2-6  | 4-1     | 4-1     |         |
| - Victoire à domicile - Victoire à l'extérieur - Match non disputé |         |      |      |         |      |      |         |         |         |

| Clt   | Équipe          | PJ | V  | VP | D  | DP | BP  | BC  | Diff | Pts |
| ----- | --------------- | -- | -- | -- | -- | -- | --- | --- | ---- | --- |
| +001, | Morzine-Avoriaz | 16 | 16 | 0  | 0  | 0  | 197 | 22  | +175 | 48  |
| +002, | Annecy II       | 16 | 11 | 1  | 4  | 0  | 86  | 43  | +43  | 35  |
| +003, | Avignon         | 16 | 11 | 0  | 4  | 1  | 102 | 61  | +41  | 34  |
| +004, | Nice II         | 16 | 9  | 1  | 5  | 1  | 115 | 54  | +61  | 30  |
| +005, | Toulon          | 16 | 8  | 1  | 5  | 2  | 97  | 72  | +25  | 28  |
| +006, | Chambéry II     | 16 | 7  | 1  | 8  | 0  | 80  | 84  | -4   | 23  |
| +007, | Clermont II     | 16 | 2  | 0  | 13 | 1  | 42  | 129 | -87  | 7   |
| +008, | Nîmes           | 16 | 1  | 1  | 13 | 1  | 35  | 162 | -127 | 6   |
| +009, | Montpellier II  | 16 | 1  | 1  | 14 | 0  | 35  | 169 | -134 | 5   |

- Qualifié pour les huitièmes de finale

### Phase finale
Durant la phase finale qui se joue en matchs aller-retour (ainsi quand il y a match nul, il n'y a pas de prolongation, le score est conservé tel quel), le score cumulé désignant le vainqueur, les qualifiés du groupe A affrontent ceux du groupe B et ceux du groupe C sont opposés à ceux du groupe D. Les vainqueurs des quarts de finale se qualifient pour le carré final.
Les quatre qualifiés pour le carré final sont rassemblés au sein d'une poule unique qui se joue en matchs simples. L'équipe finissant à la première place est sacrée champion de Division 3.

#### Séries éliminatoires
|  | Huitièmes de finale           | Huitièmes de finale           | Huitièmes de finale  | Huitièmes de finale | Huitièmes de finale | Huitièmes de finale          |                              |    | Quarts de finale | Quarts de finale | Quarts de finale | Quarts de finale | Quarts de finale | Quarts de finale |
|  |                               |                               |                      |                     |                     |                              |                              |    |                  |                  |                  |                  |                  |                  |
|  | 24 février et 11 mars 2018    |                               |                      |                     |                     |                              |                              |    |                  |                  |                  |                  |                  |                  |
|  |                               |                               |                      |                     |                     |                              |                              |    |                  |                  |                  |                  |                  |                  |
|  | Corsaires de Nantes II        | Corsaires de Nantes II        | A1                   | 3                   | 2                   |                              |                              |    |                  |                  |                  |                  |                  |                  |
|  | Corsaires de Nantes II        | Corsaires de Nantes II        | A1                   | 3                   | 2                   | 18 et 24 mars 2018           |                              |    |                  |                  |                  |                  |                  |                  |
|  | Drakkars de Caen II           | Drakkars de Caen II           | B4                   | 2                   | 5                   |                              |                              |    |                  |                  |                  |                  |                  |                  |
|  | Drakkars de Caen II           | Drakkars de Caen II           | B4                   | 2                   | 5                   | Drakkars de Caen II          | Drakkars de Caen II          | B4 | 8                | 7                |                  |                  |                  |                  |
|  | 24 février et 10 mars 2018    |                               |                      |                     |                     | Drakkars de Caen II          | Drakkars de Caen II          | B4 | 8                | 7                |                  |                  |                  |                  |
|  |                               | Remparts de Tours II          | Remparts de Tours II | A3                  | 4                   | 3                            |                              |    |                  |                  |                  |                  |                  |                  |
|  | Tornado Luxembourg            | Tornado Luxembourg            | Remparts de Tours II | A3                  | 4                   | 3                            | B2                           | 6  | 3                |                  |                  |                  |                  |                  |
|  | Tornado Luxembourg            | Tornado Luxembourg            |                      |                     |                     |                              | B2                           | 6  | 3                |                  |                  |                  |                  |                  |
|  | Remparts de Tours II          | Remparts de Tours II          | A3                   | 3                   | 7                   |                              |                              |    |                  |                  |                  |                  |                  |                  |
|  | Remparts de Tours II          | Remparts de Tours II          | A3                   | 3                   | 7                   |                              |                              |    |                  |                  |                  |                  |                  |                  |
|  | 24 février et 10 mars 2018    |                               |                      |                     |                     |                              |                              |    |                  |                  |                  |                  |                  |                  |
|  |                               |                               |                      |                     |                     |                              |                              |    |                  |                  |                  |                  |                  |                  |
|  | Castors d'Asnières            | Castors d'Asnières            | B1                   | 5                   | 7                   |                              |                              |    |                  |                  |                  |                  |                  |                  |
|  | Castors d'Asnières            | Castors d'Asnières            | B1                   | 5                   | 7                   | 24 et 31 mars 2018           |                              |    |                  |                  |                  |                  |                  |                  |
|  | Albatros de Brest II          | Albatros de Brest II          | A4                   | 1                   | 1                   |                              |                              |    |                  |                  |                  |                  |                  |                  |
|  | Albatros de Brest II          | Albatros de Brest II          | A4                   | 1                   | 1                   | Castors d'Asnières           | Castors d'Asnières           | B1 | 6                | 4                |                  |                  |                  |                  |
|  | 3 et 10 mars 2018             |                               |                      |                     |                     | Castors d'Asnières           | Castors d'Asnières           | B1 | 6                | 4                |                  |                  |                  |                  |
|  |                               | Coqs de Courbevoie            | Coqs de Courbevoie   | B3                  | 4                   | 3                            |                              |    |                  |                  |                  |                  |                  |                  |
|  | Boxers de Bordeaux II         | Boxers de Bordeaux II         | Coqs de Courbevoie   | B3                  | 4                   | 3                            | A2                           | 1  | 3                |                  |                  |                  |                  |                  |
|  | Boxers de Bordeaux II         | Boxers de Bordeaux II         |                      |                     |                     |                              | A2                           | 1  | 3                |                  |                  |                  |                  |                  |
|  | Coqs de Courbevoie            | Coqs de Courbevoie            | B3                   | 9                   | 8                   |                              |                              |    |                  |                  |                  |                  |                  |                  |
|  | Coqs de Courbevoie            | Coqs de Courbevoie            | B3                   | 9                   | 8                   |                              |                              |    |                  |                  |                  |                  |                  |                  |
|  | 3 et 10 mars 2018             |                               |                      |                     |                     |                              |                              |    |                  |                  |                  |                  |                  |                  |
|  |                               |                               |                      |                     |                     |                              |                              |    |                  |                  |                  |                  |                  |                  |
|  | Titans de Colmar              | Titans de Colmar              | C1                   | 7                   | 10                  |                              |                              |    |                  |                  |                  |                  |                  |                  |
|  | Titans de Colmar              | Titans de Colmar              | C1                   | 7                   | 10                  | 24 et 31 mars 2018           |                              |    |                  |                  |                  |                  |                  |                  |
|  | Aigles de Nice II             | Aigles de Nice II             | D4                   | 6                   | 2                   |                              |                              |    |                  |                  |                  |                  |                  |                  |
|  | Aigles de Nice II             | Aigles de Nice II             | D4                   | 6                   | 2                   | Titans de Colmar             | Titans de Colmar             | C1 | 4                | 3                |                  |                  |                  |                  |
|  | 24 février et 3 mars 2018     |                               |                      |                     |                     | Titans de Colmar             | Titans de Colmar             | C1 | 4                | 3                |                  |                  |                  |                  |
|  |                               | Élans de Champigny            | Élans de Champigny   | C3                  | 2                   | 2                            |                              |    |                  |                  |                  |                  |                  |                  |
|  | Chevaliers du lac d'Annecy II | Chevaliers du lac d'Annecy II | Élans de Champigny   | C3                  | 2                   | 2                            | D2                           | 0  | 4                |                  |                  |                  |                  |                  |
|  | Chevaliers du lac d'Annecy II | Chevaliers du lac d'Annecy II |                      |                     |                     |                              | D2                           | 0  | 4                |                  |                  |                  |                  |                  |
|  | Élans de Champigny            | Élans de Champigny            | C3                   | 5                   | 1                   |                              |                              |    |                  |                  |                  |                  |                  |                  |
|  | Élans de Champigny            | Élans de Champigny            | C3                   | 5                   | 1                   |                              |                              |    |                  |                  |                  |                  |                  |                  |
|  | 3 et 10 mars 2018             |                               |                      |                     |                     |                              |                              |    |                  |                  |                  |                  |                  |                  |
|  |                               |                               |                      |                     |                     |                              |                              |    |                  |                  |                  |                  |                  |                  |
|  | Pingouins de Morzine-Avoriaz  | Pingouins de Morzine-Avoriaz  | D1                   | 12                  | 19                  |                              |                              |    |                  |                  |                  |                  |                  |                  |
|  | Pingouins de Morzine-Avoriaz  | Pingouins de Morzine-Avoriaz  | D1                   | 12                  | 19                  | 24 et 31 mars 2018           |                              |    |                  |                  |                  |                  |                  |                  |
|  | Renards d'Orléans             | Renards d'Orléans             | C4                   | 3                   | 2                   |                              |                              |    |                  |                  |                  |                  |                  |                  |
|  | Renards d'Orléans             | Renards d'Orléans             | C4                   | 3                   | 2                   | Pingouins de Morzine-Avoriaz | Pingouins de Morzine-Avoriaz | D1 | 8                | 12               |                  |                  |                  |                  |
|  | 3 et 10 mars 2018             |                               |                      |                     |                     | Pingouins de Morzine-Avoriaz | Pingouins de Morzine-Avoriaz | D1 | 8                | 12               |                  |                  |                  |                  |
|  |                               | Gamyo Épinal II               | Gamyo Épinal II      | C2                  | 3                   | 2                            |                              |    |                  |                  |                  |                  |                  |                  |
|  | Gamyo Épinal II               | Gamyo Épinal II               | Gamyo Épinal II      | C2                  | 3                   | 2                            | C2                           | 4  | 11               |                  |                  |                  |                  |                  |
|  | Gamyo Épinal II               | Gamyo Épinal II               |                      |                     |                     |                              | C2                           | 4  | 11               |                  |                  |                  |                  |                  |
|  | Castors d'Avignon             | Castors d'Avignon             | D3                   | 2                   | 2                   |                              |                              |    |                  |                  |                  |                  |                  |                  |

### Carré final
Les équipes qualifiées pour la poule finale, sont identifiées par les lettres A, B, C et D correspondant à leur classement en saison régulière. Les poules n'étant pas égales en nombre d'équipes (3 poules de 9 et 1 poule de 8), les résultats obtenus face au neuvième de poule sont retirés pour établir ce classement. L'ordre des matchs pour ce carré final est le suivant :
- 1er  jour : B - C, A - D
- 2e jour : B - D, A - C
- 3e jour : C - D, A - B

Voici les équipes qualifiées ainsi que leur lettre :
| Lettre | Équipe                       | Saison régulière | Points | Différence de buts |
| ------ | ---------------------------- | ---------------- | ------ | ------------------ |
| A      | Titans de Colmar             | 1er (Poule C)    | 42     | +72                |
| B      | Pingouins de Morzine-Avoriaz | 1er (Poule D)    | 42     | +135               |
| C      | Castors d'Asnières           | 1er (Poule B)    | 42     | +61                |
| D      | Drakkars de Caen II          | 4e (Poule B)     | 26     | +42                |

#### Résultats
| 13 avril 2018 | Morzine-Avoriaz | 4-3 (pr) (0-1, 0-1, 3-1, 1-0) | Asnières | Patinoire de Colmar 100 spectateurs |

| Feuille de match | Feuille de match | Feuille de match            | Feuille de match                                                                 | Feuille de match                                                                       |
| ---------------- | --- | --------------------------- | -------------------------------------------------------------------------------- | -------------------------------------------------------------------------------------- |
|                  | - Martinec (Bittner, Berger) — 40 min 18 s (IN) - Besson (Vialle, Gaydon) — 44 min 54 s (SN) Martinec (Besson, Bittner) — 46 min 50 s (SN) Besson (Nemeth, Martinec) — 60 min 16 s (SN) | 0-1 0-2 1-2 1-3 2-3 3-3 4-3 | Burgos — 6 min 8 s Leroux (Proutat, Papp) — 36 min 48 s - Leroux — 44 min 16 s - | Arbitrage : Stéphane Rousselin Juges de lignes : Johan Kirschembaum et Laurent Roueche |
| Brázdil          | Gardiens | Kiss                        |                                                                                  | Arbitrage : Stéphane Rousselin Juges de lignes : Johan Kirschembaum et Laurent Roueche |
| 28 min           | Pénalités | 26 min                      |                                                                                  | Arbitrage : Stéphane Rousselin Juges de lignes : Johan Kirschembaum et Laurent Roueche |
|                  | |                             |                                                                                  | Arbitrage : Stéphane Rousselin Juges de lignes : Johan Kirschembaum et Laurent Roueche |

| 13 avril 2018 | Colmar | 5-1 (2-0, 1-0, 2-1) | Caen II | Patinoire de Colmar 650 spectateurs |

| Feuille de match                                   | Feuille de match | Feuille de match                       | Feuille de match                   | Feuille de match                                                                        |
| -------------------------------------------------- | --- | -------------------------------------- | ---------------------------------- | --------------------------------------------------------------------------------------- |
|                                                    | Jo. Boehrer (Mathieu) — 11 min 23 s Jo. Boehrer (Mathieu, Koenig) — 16 min 19 s Salvin — 21 min 25 s (SN) - Fuchs — 48 min 22 s Kern (Bachirov, Prokop) — 53 min 25 s | 1-0 2- 3-0 3-1 4-1 5-1                 | - Miquelot (Ferey) — 44 min 50 s - | Arbitrage : Sébastien Geoffroy Juges de lignes : Justin Chouleur et Christophe Moncozet |
| Jé. Boehrer (53 min 25 s) Kouteïnikov (6 min 35 s) | Gardiens | Gelmi (32 min 6 s) Gente (27 min 54 s) |                                    | Arbitrage : Sébastien Geoffroy Juges de lignes : Justin Chouleur et Christophe Moncozet |
| 6 min                                              | Pénalités | 16 min                                 |                                    | Arbitrage : Sébastien Geoffroy Juges de lignes : Justin Chouleur et Christophe Moncozet |
|                                                    | |                                        |                                    | Arbitrage : Sébastien Geoffroy Juges de lignes : Justin Chouleur et Christophe Moncozet |

| 14 avril 2018 | Morzine-Avoriaz | 9-2 (4-0, 3-0, 2-2) | Caen II | Patinoire de Colmar 150 spectateurs |

| Feuille de match                           | Feuille de match | Feuille de match                            | Feuille de match                                                   | Feuille de match                                                                        |
| ------------------------------------------ | --- | ------------------------------------------- | ------------------------------------------------------------------ | --------------------------------------------------------------------------------------- |
|                                            | Chatellard (Vialle) — 3 min 44 s Martinec (Bittner, Besson) — 7 min 26 s (2 SN) Martinec (Nemeth) — 13 min 26 s Khalioulline (Bittner) — 15 min 15 s (SN) Chatellard — 21 min 44 s Nemeth (Besson) — 29 min 40 s (SN) Bittner — 32 min 11 s - Martinec (Bittner, Besson) — 52 min 35 s (SN) Berger (Vialle) — 57 min 56 s | 1-0 2-0 3-0 4-0 5-0 6-0 7-0 7-1 7-2 8-2 9-2 | - Chauvel — 47 min 13 s Bigot (Dubourg, Mazié) — 52 min 6 s (IN) - | Arbitrage : Sébastien Geoffroy Juges de lignes : Justin Chouleur et Christophe Moncozet |
| Brázdil (47 min 13 s) Mourin (12 min 47 s) | Gardiens | Gelmi (29 min 40 s) Gente (30 min 20 s)     |                                                                    | Arbitrage : Sébastien Geoffroy Juges de lignes : Justin Chouleur et Christophe Moncozet |
| 38 min                                     | Pénalités | 32 min                                      |                                                                    | Arbitrage : Sébastien Geoffroy Juges de lignes : Justin Chouleur et Christophe Moncozet |
|                                            | |                                             |                                                                    | Arbitrage : Sébastien Geoffroy Juges de lignes : Justin Chouleur et Christophe Moncozet |

| 14 avril 2018 | Colmar | 5-2 (3-1, 0-0, 2-1) | Asnières | Patinoire de Colmar 1 010 spectateurs |

| Feuille de match                                    | Feuille de match | Feuille de match            | Feuille de match                                                    | Feuille de match                                                                       |
| --------------------------------------------------- | --- | --------------------------- | ------------------------------------------------------------------- | -------------------------------------------------------------------------------------- |
|                                                     | - Koenig (Lecomte, Jo. Boehrer) — 7 min 5 s (SN) Prokop (Bachirov) — 7 min 47 s Bachirov (Prokop) — 11 min 57 s Mathieu — 43 min 7 s (SN) - Koenig (Mathieu, Ourouchev) — 58 min 34 s (SN) | 0-1 1-1 2-1 3-1 4-1 4-2 5-2 | Capet (Burgos) — 5 min 3 s - Papp (Stalin, Viennot) — 56 min 31 s - | Arbitrage : Stéphane Rousselin Juges de lignes : Johan Kirschenbaum et Laurent Roueche |
| Jé. Boehrer (13 min 34 s) Kouteïnikov (46 min 26 s) | Gardiens | Kiss                        |                                                                     | Arbitrage : Stéphane Rousselin Juges de lignes : Johan Kirschenbaum et Laurent Roueche |
| 59 min                                              | Pénalités | 34 min                      |                                                                     | Arbitrage : Stéphane Rousselin Juges de lignes : Johan Kirschenbaum et Laurent Roueche |
|                                                     | |                             |                                                                     | Arbitrage : Stéphane Rousselin Juges de lignes : Johan Kirschenbaum et Laurent Roueche |

| 15 avril 2018 | Asnières | 1-3 (0-1, 1-1, 0-1) | Caen II | Patinoire de Colmar 103 spectateurs |

| Feuille de match | Feuille de match                               | Feuille de match | Feuille de match | Feuille de match                                                                       |
| ---------------- | ---------------------------------------------- | ---------------- | --- | -------------------------------------------------------------------------------------- |
|                  | - Bougaran (Cousin, Ilczyszyn) — 38 min 45 s - | 0-1 0-2 1-2 1-3  | Labanowicz (O. Vandecandelaere) — 8 min 18 s Ferey (Miquelot) — 29 min 19 s - O. Vandecandelaere — 58 min 48 s (CV) | Arbitrage : Stéphane Rousselin Juges de lignes : Johan Kirschenbaum et Justin Chouleur |
| Kiss             | Gardiens                                       | Gelmi            | | Arbitrage : Stéphane Rousselin Juges de lignes : Johan Kirschenbaum et Justin Chouleur |
| 24 min           | Pénalités                                      | 20 min           | | Arbitrage : Stéphane Rousselin Juges de lignes : Johan Kirschenbaum et Justin Chouleur |
|                  |                                                |                  | | Arbitrage : Stéphane Rousselin Juges de lignes : Johan Kirschenbaum et Justin Chouleur |

| 15 avril 2018 | Colmar | 1-9 (1-1, 0-3, 0-5) | Morzine-Avoriaz | Patinoire de Colmar 1 263 spectateurs |

| Feuille de match | Feuille de match                    | Feuille de match                        | Feuille de match | Feuille de match                                                                        |
| ---------------- | ----------------------------------- | --------------------------------------- | --- | --------------------------------------------------------------------------------------- |
|                  | - Prokop (Kern) — 16 min 4 s (SN) - | 0-1 1-1 1-2 1-3 1-4 1-5 1-6 1-7 1-8 1-9 | Besson — 10 s - Martinec — 27 min 30 s Nemeth (Besson, Martinec) — 34 min 46 s (SN) Bittner — 38 min 17 s (SN) Besson — 43 min 15 s Vialle — 44 min 38 s Th. Mourin (Vialle) — 46 min 30 s Besson (Gaydon) — 49 min 17 s Vialle — 57 min 30 s | Arbitrage : Sébastien Geoffroy Juges de lignes : Laurent Roueche et Christophe Moncozet |
| Kouteïnikov      | Gardiens                            | Brazdil                                 | | Arbitrage : Sébastien Geoffroy Juges de lignes : Laurent Roueche et Christophe Moncozet |
| 18 min           | Pénalités                           | 14 min                                  | | Arbitrage : Sébastien Geoffroy Juges de lignes : Laurent Roueche et Christophe Moncozet |
|                  |                                     |                                         | | Arbitrage : Sébastien Geoffroy Juges de lignes : Laurent Roueche et Christophe Moncozet |

| Clt   | Équipe          | PJ | V | VP | D | DP | BP | BC | Diff | Pts |
| ----- | --------------- | -- | - | -- | - | -- | -- | -- | ---- | --- |
| +001, | Morzine-Avoriaz | 3  | 2 | 1  | 0 | 0  | 22 | 6  | +16  | 8   |
| +002, | Colmar          | 3  | 2 | 0  | 1 | 0  | 11 | 12 | -1   | 6   |
| +003, | Caen II         | 3  | 1 | 0  | 2 | 0  | 6  | 15 | -9   | 3   |
| +004, | Asnières        | 3  | 0 | 0  | 2 | 1  | 6  | 12 | -6   | 1   |

- Promu en Division 2